# Lijst van onroerend erfgoed in Tielt
Een overzicht van het onroerend erfgoed in de gemeente Tielt. Het onroerend erfgoed maakt deel uit van het cultureel erfgoed in België.
| Object | Erfgoedstatus?   | Bouwjaar of architect | Deelgemeente     | Adres                         | Coördinaten                   | Nummer? | Afbeelding |
| --- | ---------------- | --------------------- | ---------------- | ----------------------------- | ----------------------------- | ------- | --- |
| Historische, voorheen omwalde hoeve                                                                                               |                  |                       | Tielt            | Abeelstraat 1                 | 50° 59' 7" NB, 3° 19' 21" OL  | 86524   | Historische, voorheen omwalde hoeve                                                                                               |
| Devotiekruis |                  |                       | Tielt            | Abeelstraat                   | 50° 59' 9" NB, 3° 19' 23" OL  | 86525   | Devotiekruis |
| Voormalige herberg den Abeele, ook 't Verdomneske                                                                                 |                  |                       | Tielt            | Abeelstraat 7                 | 50° 58' 52" NB, 3° 19' 30" OL | 86526   | Voormalige herberg den Abeele, ook 't Verdomneske                                                                                 |
| Hoeve |                  |                       | Tielt            | Abeelstraat 16                | 50° 59' 1" NB, 3° 19' 29" OL  | 86527   | Hoeve |
| Hof ter Mote, historische, oorspronkelijk omwalde hoeve                                                                           |                  |                       | Tielt            | Abeelstraat 18                | 50° 59' 0" NB, 3° 19' 31" OL  | 86528   | Hof ter Mote, historische, oorspronkelijk omwalde hoeve                                                                           |
| Kapelletje toegewijd aan Onze-Lieve-Vrouw van Lourdes                                                                             |                  |                       | Tielt            | Abeelstraat                   | 50° 58' 59" NB, 3° 19' 28" OL | 86529   | Kapelletje toegewijd aan Onze-Lieve-Vrouw van Lourdes                                                                             |
| Hoeve |                  |                       | Tielt            | Abeelstraat 24                | 50° 58' 46" NB, 3° 19' 34" OL | 86530   | Hoeve |
| Historische hoeve, naar verluidt Huffesele                                                                                        |                  |                       | Tielt            | Abeelstraat 32                | 50° 58' 35" NB, 3° 19' 28" OL | 86531   | Historische hoeve, naar verluidt Huffesele                                                                                        |
| Interbellumpand |                  |                       | Tielt            | Bedevaartstraat 8             | 50° 59' 25" NB, 3° 19' 55" OL | 86532   | Interbellumpand |
| Weverij O.J. Van Maele n.v. |                  |                       | Tielt            | Bedevaartstraat 21-23         | 50° 59' 22" NB, 3° 19' 54" OL | 86533   | Weverij O.J. Van Maele n.v. |
| Interbellumwoonhuis |                  |                       | Tielt            | Bedevaartstraat 29            | 50° 59' 20" NB, 3° 19' 58" OL | 86534   | Interbellumwoonhuis |
| Ensemble interbellumwoonhuizen |                  |                       | Tielt            | Bedevaartstraat 31-33         | 50° 59' 19" NB, 3° 19' 58" OL | 86535   | Ensemble interbellumwoonhuizen |
| Voormalige weverij 't Zijdefabriekske en woonhuis                                                                                 |                  |                       | Tielt            | Bedevaartstraat 103           | 50° 59' 12" NB, 3° 19' 57" OL | 86536   | Voormalige weverij 't Zijdefabriekske en woonhuis                                                                                 |
| Voormalige herberg |                  |                       | Tielt            | Bedevaartstraat 115           | 50° 59' 8" NB, 3° 19' 57" OL  | 86537   | Voormalige herberg |
| Voormalig magazijn van de stoomweverij Waelkens                                                                                   |                  |                       | Tielt            | Beernegemstraat 4             | 50° 59' 47" NB, 3° 19' 54" OL | 86538   | Voormalig magazijn van de stoomweverij Waelkens                                                                                   |
| Villa in tuin |                  |                       | Tielt            | Beernegemstraat 64            | 50° 59' 36" NB, 3° 20' 6" OL  | 86539   | Villa in tuin |
| Restant van eenheidsbebouwing van arbeiderswoningen in spiegelbeeldschema                                                         |                  |                       | Tielt            | Beernegemstraat 65-71         | 50° 59' 36" NB, 3° 20' 3" OL  | 86540   | Restant van eenheidsbebouwing van arbeiderswoningen in spiegelbeeldschema                                                         |
| Gedenkteken |                  |                       | Tielt            | Begonialaan                   | 51° 0' 12" NB, 3° 18' 57" OL  | 86541   | Gedenkteken |
| Interbellumwoning |                  |                       | Tielt            | Beneluxlaan 43                | 50° 59' 58" NB, 3° 20' 13" OL | 86542   | Interbellumwoning |
| Vrijstaande interbellumvilla in deels verharde tuin                                                                               |                  |                       | Tielt            | Beneluxlaan 47                | 50° 59' 59" NB, 3° 20' 14" OL | 86543   | Vrijstaande interbellumvilla in deels verharde tuin                                                                               |
| Pijlerkapelletje |                  |                       | Tielt            | Beneluxlaan 75                | 51° 0' 5" NB, 3° 20' 20" OL   | 86544   | Pijlerkapelletje |
| Recent (ca. 2005) kapelletje |                  |                       | Tielt            | Bergstraat                    | 50° 58' 42" NB, 3° 21' 14" OL | 86545   | Recent (ca. 2005) kapelletje |
| Vrijstaande interbellumwoning in tuin                                                                                             |                  |                       | Tielt            | Blekerijstraat 17             | 50° 59' 22" NB, 3° 19' 46" OL | 86546   | Vrijstaande interbellumwoning in tuin                                                                                             |
| Slotklooster van de Passionistinen, Mater Dolorosa, neogotisch kloostercomplex                                                    |                  |                       | Tielt            | Blekerijstraat 22             | 50° 59' 20" NB, 3° 19' 41" OL | 86547   | Slotklooster van de Passionistinen, Mater Dolorosa, neogotisch kloostercomplex                                                    |
| Boomkapelletje in linde |                  |                       | Tielt            | Bosakkerstraat                | 50° 58' 33" NB, 3° 20' 23" OL | 86548   | Boomkapelletje in linde |
| Hoeve met losstaande, parallelle hoevegebouwen                                                                                    |                  |                       | Tielt            | Bosakkerstraat 65             | 50° 58' 29" NB, 3° 20' 19" OL | 86549   | Hoeve met losstaande, parallelle hoevegebouwen                                                                                    |
| Voormalige herberg De Eendracht                                                                                                   |                  |                       | Tielt            | Bruggestraat 18               | 51° 0' 3" NB, 3° 19' 33" OL   | 86550   | Voormalige herberg De Eendracht                                                                                                   |
| Hoekpand in laatclassicistische stijl                                                                                             |                  |                       | Tielt            | Bruggestraat 38               | 51° 0' 5" NB, 3° 19' 30" OL   | 86551   | Hoekpand in laatclassicistische stijl                                                                                             |
| Huis De Brabandere, statig herenhuis in laatclassicistische stijl                                                                 |                  |                       | Tielt            | Bruggestraat 41               | 51° 0' 6" NB, 3° 19' 32" OL   | 86552   | Huis De Brabandere, statig herenhuis in laatclassicistische stijl                                                                 |
| Hoekcomplex met centraal diephuis                                                                                                 |                  |                       | Tielt            | Bruggestraat 43               | 51° 0' 6" NB, 3° 19' 30" OL   | 86553   | Hoekcomplex met centraal diephuis                                                                                                 |
| Voormalige 19de-eeuwse herberg met achterliggend woonhuis langsheen doodlopend steeg                                              |                  |                       | Tielt            | Bruggestraat 97               | 51° 0' 11" NB, 3° 19' 29" OL  | 86554   | Voormalige 19de-eeuwse herberg met achterliggend woonhuis langsheen doodlopend steeg                                              |
| Hoeve |                  |                       | Tielt            | Brugse Heirweg 4              | 51° 2' 5" NB, 3° 18' 20" OL   | 86555   | Hoeve |
| Hoeve toegankelijk via lange erfoprit ten zuidoosten van de straat                                                                |                  |                       | Tielt            | Bruwaenestraat 17             | 51° 0' 43" NB, 3° 20' 7" OL   | 86556   | Hoeve toegankelijk via lange erfoprit ten zuidoosten van de straat                                                                |
| Woonhuis gelegen op de hoek van een van de zijstraatjes                                                                           |                  |                       | Tielt            | Burggraaf Vande Vyverelaan 34 | 51° 0' 12" NB, 3° 19' 10" OL  | 86557   | Woonhuis gelegen op de hoek van een van de zijstraatjes                                                                           |
| Hoevetje |                  |                       | Tielt            | Claerhoutstraat 1             | 50° 59' 45" NB, 3° 18' 35" OL | 86558   | Hoevetje |
| Hoeve |                  |                       | Tielt            | Damstraat 1                   | 51° 1' 2" NB, 3° 21' 34" OL   | 86559   | Hoeve |
| Dieper gelegen villa in late cottagestijl                                                                                         |                  |                       | Tielt            | Deinsesteenweg 6              | 50° 59' 53" NB, 3° 20' 53" OL | 86560   | Dieper gelegen villa in late cottagestijl                                                                                         |
| Hoeve Bosch(h)akkershof |                  |                       | Tielt            | Deinsesteenweg 8              | 50° 59' 53" NB, 3° 20' 59" OL | 86561   | Hoeve Bosch(h)akkershof |
| Landhuis in beaux-artsstijl |                  |                       | Tielt            | Deinsesteenweg 23             | 50° 59' 46" NB, 3° 21' 34" OL | 86562   | Landhuis in beaux-artsstijl |
| Interbellumpand met laag ommuurd voortuintje                                                                                      |                  |                       | Tielt            | Deinsesteenweg 27             | 50° 59' 44" NB, 3° 22' 10" OL | 86563   | Interbellumpand met laag ommuurd voortuintje                                                                                      |
| Hoeve met losstaande bestanddelen                                                                                                 |                  |                       | Tielt            | Deinsesteenweg 37             | 50° 59' 32" NB, 3° 22' 42" OL | 86564   | Hoeve met losstaande bestanddelen                                                                                                 |
| Gedenkteken voor Deken Darras, ontworpen door de Tieltse kunstenaar-beeldhouwer Maurice Vander Meeren                             |                  |                       | Tielt            | Deken Darraslaan              | 50° 59' 53" NB, 3° 19' 11" OL | 86565   | Gedenkteken voor Deken Darras, ontworpen door de Tieltse kunstenaar-beeldhouwer Maurice Vander Meeren                             |
| Openluchtkerkje of -kapel in klein parkje                                                                                         |                  |                       | Tielt            | Deken Darraslaan              | 50° 59' 54" NB, 3° 19' 10" OL | 86566   | Openluchtkerkje of -kapel in klein parkje                                                                                         |
| Eenheidsbebouwing |                  |                       | Tielt            | Deken Darraslaan 2            | 50° 59' 52" NB, 3° 19' 17" OL | 86567   | Upload foto |
| Laatclassicistisch herenhuis met grote achterliggende tuin                                                                        |                  |                       | Tielt            | Deken Darraslaan 9            | 50° 59' 54" NB, 3° 19' 13" OL | 86568   | Laatclassicistisch herenhuis met grote achterliggende tuin                                                                        |
| Vrijstaande tweewoonst in regionalistische stijl                                                                                  |                  |                       | Tielt            | Deken Darraslaan 11-13        | 50° 59' 55" NB, 3° 19' 12" OL | 86569   | Vrijstaande tweewoonst in regionalistische stijl                                                                                  |
| Woonhuis |                  |                       | Tielt            | Deken Darraslaan 40           | 50° 59' 51" NB, 3° 19' 9" OL  | 86570   | Woonhuis |
| Woonhuis van voormalige 19de-eeuwse smidse                                                                                        |                  |                       | Tielt            | Deken Darraslaan 46           | 50° 59' 52" NB, 3° 19' 8" OL  | 86571   | Woonhuis van voormalige 19de-eeuwse smidse                                                                                        |
| Interbellumwoonhuis |                  |                       | Tielt            | Deken Darraslaan 62           | 50° 59' 52" NB, 3° 19' 4" OL  | 86572   | Interbellumwoonhuis |
| Restant van de molenromp van Lonckes molen                                                                                        |                  |                       | Tielt            | Deken Darraslaan 83           | 50° 59' 54" NB, 3° 18' 48" OL | 86573   | Restant van de molenromp van Lonckes molen                                                                                        |
| Hoeve met voorerf aan de straatzijde                                                                                              |                  |                       | Tielt            | Deken Darraslaan 96           | 50° 59' 50" NB, 3° 18' 51" OL | 86574   | Hoeve met voorerf aan de straatzijde                                                                                              |
| Hoeve Ten Driessche |                  |                       | Tielt            | Dentergemstraat 1             | 50° 59' 25" NB, 3° 20' 37" OL | 86575   | Hoeve Ten Driessche |
| Wiershoeve, 19de-eeuwse hoeve |                  |                       | Tielt            | Dentergemstraat 7-9           | 50° 59' 3" NB, 3° 21' 18" OL  | 86576   | Wiershoeve, 19de-eeuwse hoeve |
| Hoevetje van het langgeveltype |                  |                       | Tielt            | Dentergemstraat 13            | 50° 59' 1" NB, 3° 21' 42" OL  | 86577   | Hoevetje van het langgeveltype |
| Sint-Apolloniakapel | dorpsgezicht     |                       | Tielt            | Dentergemstraat 18            | 50° 59' 1" NB, 3° 22' 11" OL  | 86578   | Sint-Apolloniakapel |
| Goed te Karels | dorpsgezicht     |                       | Tielt            | Dentergemstraat 18            | 50° 59' 1" NB, 3° 22' 11" OL  | 86579   | Goed te Karels |
| Onze-Lieve-Vrouwekapel |                  |                       | Tielt            | Dertig Zilverlingenstraat     | 50° 59' 19" NB, 3° 19' 50" OL | 86580   | Onze-Lieve-Vrouwekapel |
| Villa Emmaus met omgevende tuin                                                                                                   |                  |                       | Tielt            | Driesstraat 71                | 50° 59' 45" NB, 3° 20' 23" OL | 86581   | Villa Emmaus met omgevende tuin                                                                                                   |
| Villa op deels opgehoogd terrein                                                                                                  |                  |                       | Tielt            | Driesstraat 78                | 50° 59' 43" NB, 3° 20' 30" OL | 86582   | Villa op deels opgehoogd terrein                                                                                                  |
| Villa op deels opgehoogd terrein                                                                                                  |                  |                       | Tielt            | Driesstraat 83                | 50° 59' 41" NB, 3° 20' 28" OL | 86583   | Villa op deels opgehoogd terrein                                                                                                  |
| Villa ingewerkt in opgehoogd terrein                                                                                              |                  |                       | Tielt            | Driesstraat 84                | 50° 59' 41" NB, 3° 20' 32" OL | 86584   | Villa ingewerkt in opgehoogd terrein                                                                                              |
| Hoeve |                  |                       | Tielt            | Egemsesteenweg 33             | 50° 59' 59" NB, 3° 18' 35" OL | 86585   | Hoeve |
| Interbellumhoeve |                  |                       | Tielt            | Egemsesteenweg 36             | 50° 59' 56" NB, 3° 18' 37" OL | 86586   | Interbellumhoeve |
| Historische hoeve ('t Groot) Goed ten Houtte                                                                                      |                  |                       | Tielt            | Egemsesteenweg 53             | 51° 0' 7" NB, 3° 18' 22" OL   | 86587   | Historische hoeve ('t Groot) Goed ten Houtte                                                                                      |
| Interbellumhoeve |                  |                       | Tielt            | Egemsesteenweg 62             | 51° 0' 2" NB, 3° 18' 25" OL   | 86588   | Interbellumhoeve |
| Architectenwoning |                  |                       | Tielt            | Egemsesteenweg 75             | 51° 0' 11" NB, 3° 18' 10" OL  | 86589   | Architectenwoning |
| Historische voorheen omwalde hoeve 't Goed te Trybels                                                                             |                  |                       | Tielt            | Egemsesteenweg 75C            | 51° 0' 20" NB, 3° 17' 53" OL  | 86590   | Historische voorheen omwalde hoeve 't Goed te Trybels                                                                             |
| Villa met omgevende tuin |                  |                       | Tielt            | Egemsesteenweg 82             | 51° 0' 5" NB, 3° 18' 14" OL   | 86591   | Villa met omgevende tuin |
| Hoeve |                  |                       | Tielt            | Egemsesteenweg 83             | 51° 0' 30" NB, 3° 17' 51" OL  | 86592   | Hoeve |
| 't Goed ten Hooghe |                  |                       | Tielt            | Egemsesteenweg 91             | 51° 0' 32" NB, 3° 17' 25" OL  | 86593   | 't Goed ten Hooghe |
| Vermoedelijk 19de-eeuws Onze-Lieve-Vrouwekapelletje                                                                               | Monument         |                       | Tielt            | Egemsesteenweg                | 51° 0' 38" NB, 3° 17' 17" OL  | 86594   | Vermoedelijk 19de-eeuws Onze-Lieve-Vrouwekapelletje                                                                               |
| Hoeve met losstaande bestanddelen                                                                                                 |                  |                       | Tielt            | Egemsesteenweg 98             | 51° 0' 11" NB, 3° 17' 59" OL  | 86595   | Hoeve met losstaande bestanddelen                                                                                                 |
| Haaks op de straat ingeplante tweewoonst                                                                                          |                  |                       | Tielt            | Ervestraat 4                  | 51° 1' 5" NB, 3° 21' 46" OL   | 86596   | Haaks op de straat ingeplante tweewoonst                                                                                          |
| Hoeve |                  |                       | Tielt            | Ervestraat 10                 | 51° 1' 18" NB, 3° 21' 41" OL  | 86597   | Hoeve |
| Onze-Lieve-Vrouwekapel of Kapel van den Roozenboom                                                                                |                  |                       | Tielt            | Euromarktlaan                 | 51° 0' 12" NB, 3° 20' 16" OL  | 86598   | Onze-Lieve-Vrouwekapel of Kapel van den Roozenboom                                                                                |
| Woonhuis, voormalige conciërge- of weverswoning met werkplaats                                                                    |                  |                       | Tielt            | Feestewegel 15                | 50° 59' 30" NB, 3° 19' 36" OL | 86599   | Woonhuis, voormalige conciërge- of weverswoning met werkplaats                                                                    |
| Eenlaagsbebouwing van vier werkmanshuisjes                                                                                        |                  |                       | Tielt            | Feestewegel 22-28             | 50° 59' 29" NB, 3° 19' 37" OL | 86600   | Eenlaagsbebouwing van vier werkmanshuisjes                                                                                        |
| Woonhuis met voortuintje |                  |                       | Tielt            | Feestewegel 38                | 50° 59' 28" NB, 3° 19' 35" OL | 86601   | Woonhuis met voortuintje |
| Eenlaagsbebouwing van zes werkmanshuisjes                                                                                         |                  |                       | Tielt            | Feestewegel 40-50             | 50° 59' 28" NB, 3° 19' 34" OL | 86602   | Eenlaagsbebouwing van zes werkmanshuisjes                                                                                         |
| Gietijzeren wegkruis met gedenkplaat voor Felix D'hoop                                                                            |                  |                       | Tielt            | Felix D'Hoopstraat            | 50° 59' 55" NB, 3° 20' 3" OL  | 86603   | Gietijzeren wegkruis met gedenkplaat voor Felix D'hoop                                                                            |
| Interbellumwoning |                  |                       | Tielt            | Felix D'Hoopstraat 9          | 50° 59' 54" NB, 3° 19' 59" OL | 86604   | Interbellumwoning |
| Burgerhuis |                  |                       | Tielt            | Felix D'Hoopstraat 20         | 50° 59' 56" NB, 3° 20' 0" OL  | 86605   | Burgerhuis |
| Laatclassicistisch herenhuis |                  |                       | Tielt            | Felix D'Hoopstraat 22         | 50° 59' 55" NB, 3° 20' 1" OL  | 86606   | Laatclassicistisch herenhuis |
| Interbellumwoonhuis |                  |                       | Tielt            | Felix D'Hoopstraat 68         | 50° 59' 54" NB, 3° 20' 10" OL | 86607   | Interbellumwoonhuis |
| Interbellumwoning |                  |                       | Tielt            | Felix D'Hoopstraat 82         | 50° 59' 55" NB, 3° 20' 12" OL | 86608   | Interbellumwoning |
| Neoclassicistisch herenhuis |                  |                       | Tielt            | Felix D'Hoopstraat 85         | 50° 59' 53" NB, 3° 20' 10" OL | 86609   | Neoclassicistisch herenhuis |
| Vrijstaande interbellumvilla |                  |                       | Tielt            | Felix D'Hoopstraat 114        | 50° 59' 54" NB, 3° 20' 20" OL | 86610   | Vrijstaande interbellumvilla |
| Dubbelwoonst in eclectische stijl                                                                                                 |                  |                       | Tielt            | Felix D'Hoopstraat 115        | 50° 59' 53" NB, 3° 20' 19" OL | 86611   | Dubbelwoonst in eclectische stijl                                                                                                 |
| Neogotisch kapelletje toegewijd aan Onze-Lieve-Vrouw van Zeven Weeën                                                              |                  |                       | Tielt            | Felix D'Hoopstraat            | 50° 59' 53" NB, 3° 20' 20" OL | 86612   | Neogotisch kapelletje toegewijd aan Onze-Lieve-Vrouw van Zeven Weeën                                                              |
| Vrijstaande villa in grote omgevende tuin                                                                                         |                  |                       | Tielt            | Felix D'Hoopstraat 125        | 50° 59' 53" NB, 3° 20' 24" OL | 86613   | Vrijstaande villa in grote omgevende tuin                                                                                         |
| Villa met omhaagde voortuin |                  |                       | Tielt            | Felix D'Hoopstraat 162        | 50° 59' 54" NB, 3° 20' 32" OL | 86614   | Villa met omhaagde voortuin |
| Voormalige stoommelkerij of zuivelfabriek Sint-Jozef                                                                              |                  |                       | Tielt            | Felix D'Hoopstraat 164        | 50° 59' 53" NB, 3° 20' 34" OL | 86615   | Voormalige stoommelkerij of zuivelfabriek Sint-Jozef                                                                              |
| Voormalige herberg De Strooman |                  |                       | Tielt            | Felix D'Hoopstraat 167        | 50° 59' 52" NB, 3° 20' 28" OL | 86616   | Voormalige herberg De Strooman |
| Dieper gelegen villa, voorheen bekend als het Engelsch Hof                                                                        |                  |                       | Tielt            | Felix D'Hoopstraat 168        | 50° 59' 54" NB, 3° 20' 37" OL | 86617   | Dieper gelegen villa, voorheen bekend als het Engelsch Hof                                                                        |
| Imposante villa in grote tuin |                  |                       | Tielt            | Felix D'Hoopstraat 175        | 50° 59' 50" NB, 3° 20' 34" OL | 86618   | Imposante villa in grote tuin |
| Injextru Plastics, gerenommeerd Tielts plastiekbedrijf                                                                            |                  |                       | Tielt            | Felix D'Hoopstraat 176        | 50° 59' 54" NB, 3° 20' 40" OL | 86619   | Injextru Plastics, gerenommeerd Tielts plastiekbedrijf                                                                            |
| Eenlaagswoning |                  |                       | Tielt            | Felix D'Hoopstraat 177        | 50° 59' 50" NB, 3° 20' 38" OL | 86620   | Eenlaagswoning |
| Kantoorgebouw Dumobil |                  |                       | Tielt            | Felix D'Hoopstraat 180        | 50° 59' 52" NB, 3° 20' 45" OL | 86621   | Kantoorgebouw Dumobil |
| Eenlaagswoning |                  |                       | Tielt            | Felix D'Hoopstraat 185        | 50° 59' 51" NB, 3° 20' 39" OL | 86622   | Eenlaagswoning |
| Sint-Pauluskerk, parochiekerk van de Sint-Paulusparochie                                                                          |                  |                       | Tielt            | Fonteinestraat                | 51° 0' 6" NB, 3° 18' 48" OL   | 86623   | Sint-Pauluskerk, parochiekerk van de Sint-Paulusparochie                                                                          |
| Gedenksteen |                  |                       | Tielt            | Galgenveldstraat              | 51° 0' 7" NB, 3° 20' 37" OL   | 86624   | Gedenksteen |
| Gedenkteken nijverheidszone Galgeveld                                                                                             |                  |                       | Tielt            | Galgenveldstraat              | 51° 0' 18" NB, 3° 20' 39" OL  | 86625   | Gedenkteken nijverheidszone Galgeveld                                                                                             |
| Hoeve |                  |                       | Tielt            | Ganzebruggestraat 3           | 51° 0' 57" NB, 3° 19' 44" OL  | 86626   | Hoeve |
| Bevrijdingsmonument met Shermantank en gedenkplaat voor de Poolse bevrijders van Tielt in de Tweede Wereldoorlog                  |                  |                       | Tielt            | Generaal Maczekplein          |                               | 86627   | Bevrijdingsmonument met Shermantank en gedenkplaat voor de Poolse bevrijders van Tielt in de Tweede Wereldoorlog                  |
| Europahal, polyvalent complex met evenementenhal                                                                                  |                  |                       | Tielt            | Generaal Maczekplein 5-7      | 51° 0' 8" NB, 3° 19' 39" OL   | 86628   | Europahal, polyvalent complex met evenementenhal                                                                                  |
| Lakenplaschhoeve, gelegen langsheen de Caloenwegel                                                                                |                  |                       | Tielt            | Goed te Karelsstraat 4        | 50° 59' 24" NB, 3° 22' 24" OL | 86629   | Lakenplaschhoeve, gelegen langsheen de Caloenwegel                                                                                |
| Hoeve |                  |                       | Tielt            | Goed te Karelsstraat 5        | 50° 59' 13" NB, 3° 22' 14" OL | 86630   | Hoeve |
| Hoeve |                  |                       | Tielt            | Goed te Karelsstraat 12       | 50° 59' 9" NB, 3° 22' 17" OL  | 86631   | Hoeve |
| Groenhove |                  |                       | Tielt            | Groenestraat 9                | 51° 0' 56" NB, 3° 21' 27" OL  | 86632   | Groenhove |
| Gedenkteken opgericht naar aanleiding van de uitbouw van de Europawijk                                                            |                  |                       | Tielt            | Gross Geraulaan               | 51° 0' 7" NB, 3° 20' 12" OL   | 86633   | Gedenkteken opgericht naar aanleiding van de uitbouw van de Europawijk                                                            |
| Eenlagig smal arbeidershuisje |                  |                       | Tielt            | Grote Hulststraat 1           | 50° 59' 43" NB, 3° 19' 39" OL | 86634   | Eenlagig smal arbeidershuisje |
| Restant van eenheidsbebouwing van vier eenlaagswoningen                                                                           |                  |                       | Tielt            | Grote Hulststraat 2-4         | 50° 59' 43" NB, 3° 19' 38" OL | 86635   | Restant van eenheidsbebouwing van vier eenlaagswoningen                                                                           |
| Hoekpand |                  |                       | Tielt            | Grote Hulststraat 20          | 50° 59' 44" NB, 3° 19' 42" OL | 86636   | Hoekpand |
| Hoekpand |                  |                       | Tielt            | Grote Hulststraat 36          | 50° 59' 47" NB, 3° 19' 47" OL | 86637   | Hoekpand |
| Vrijstaande dokterswoning in grote omliggende tuin                                                                                |                  |                       | Tielt            | Grote Hulststraat 38          | 50° 59' 48" NB, 3° 19' 48" OL | 86638   | Vrijstaande dokterswoning in grote omliggende tuin                                                                                |
| Voormalige herberg Den Travers |                  |                       | Tielt            | Gruuthusestraat 2             | 50° 59' 27" NB, 3° 19' 55" OL | 86639   | Voormalige herberg Den Travers |
| Imposant eclectisch herenhuis, GEBOUWD IN HET JAER 1906                                                                           |                  |                       | Tielt            | Gruuthusestraat 26            | 50° 59' 25" NB, 3° 19' 59" OL | 86640   | Imposant eclectisch herenhuis, GEBOUWD IN HET JAER 1906                                                                           |
| Interbellumwoonhuis |                  |                       | Tielt            | Gruuthusestraat 33            | 50° 59' 22" NB, 3° 20' 0" OL  | 86641   | Interbellumwoonhuis |
| Interbellumwoonhuis |                  |                       | Tielt            | Gruuthusestraat 35            | 50° 59' 22" NB, 3° 20' 1" OL  | 86642   | Interbellumwoonhuis |
| Interbellumpand met achterliggend magazijn langsheen de Korte Weg                                                                 |                  |                       | Tielt            | Gruuthusestraat 37            | 50° 59' 21" NB, 3° 20' 2" OL  | 86643   | Interbellumpand met achterliggend magazijn langsheen de Korte Weg                                                                 |
| Voormalige directeurswoning, conciërgerie en weverij, voorheen bekend als 't Wollefabriekske                                      |                  |                       | Tielt            | Gruuthusestraat 40-42         | 50° 59' 23" NB, 3° 20' 0" OL  | 86644   | Voormalige directeurswoning, conciërgerie en weverij, voorheen bekend als 't Wollefabriekske                                      |
| Vrijstaande villa in late cottagestijl met omhaagde voortuin en grote achtertuin                                                  |                  |                       | Tielt            | Gruuthusestraat 57            | 50° 59' 19" NB, 3° 20' 8" OL  | 86645   | Vrijstaande villa in late cottagestijl met omhaagde voortuin en grote achtertuin                                                  |
| Haaks op de weg ingeplant boerenarbeidershuisje                                                                                   |                  |                       | Tielt            | Holdestraat 75                | 50° 59' 42" NB, 3° 18' 56" OL | 86646   | Haaks op de weg ingeplant boerenarbeidershuisje                                                                                   |
| Eenlagig boerenarbeidershuis |                  |                       | Tielt            | Hondstraat 21                 | 51° 0' 20" NB, 3° 19' 5" OL   | 86647   | Eenlagig boerenarbeidershuis |
| Voormalige herberg Het Hoogscharley                                                                                               |                  |                       | Tielt            | Hondstraat 37                 | 51° 0' 18" NB, 3° 18' 56" OL  | 86648   | Voormalige herberg Het Hoogscharley                                                                                               |
| Hoeve met losstaande bestanddelen                                                                                                 |                  |                       | Tielt            | Hondstraat 57                 | 51° 0' 15" NB, 3° 18' 47" OL  | 86649   | Hoeve met losstaande bestanddelen                                                                                                 |
| Vrijstaande woning in omhaagde tuin                                                                                               |                  |                       | Tielt            | Hondstraat 75                 | 51° 0' 11" NB, 3° 18' 35" OL  | 86650   | Vrijstaande woning in omhaagde tuin                                                                                               |
| Historische hoeve 't Hoogserlei                                                                                                   |                  |                       | Tielt            | Hoogserleistraat 5            | 51° 0' 30" NB, 3° 18' 36" OL  | 86651   | Historische hoeve 't Hoogserlei                                                                                                   |
| Woonwinkelhuis met 19de-eeuwse laatclassicistische lijstgevel                                                                     |                  |                       | Tielt            | Hoogstraat 6                  | 51° 0' 1" NB, 3° 19' 43" OL   | 86652   | Woonwinkelhuis met 19de-eeuwse laatclassicistische lijstgevel                                                                     |
| Laatclassicistisch winkelhuis |                  |                       | Tielt            | Hoogstraat 8                  | 51° 0' 1" NB, 3° 19' 43" OL   | 86653   | Laatclassicistisch winkelhuis |
| Laatclassicistisch woonwinkelpand                                                                                                 |                  |                       | Tielt            | Hoogstraat 11                 | 50° 59' 60" NB, 3° 19' 42" OL | 86654   | Laatclassicistisch woonwinkelpand                                                                                                 |
| Laatclassicistisch winkelpand |                  |                       | Tielt            | Hoogstraat 12                 | 51° 0' 1" NB, 3° 19' 44" OL   | 86655   | Laatclassicistisch winkelpand |
| Twee 19de-eeuwse laatclassicistische woonhuizen                                                                                   |                  |                       | Tielt            | Hoogstraat 15-17              | 50° 59' 59" NB, 3° 19' 43" OL | 86656   | Twee 19de-eeuwse laatclassicistische woonhuizen                                                                                   |
| Woonhuis |                  |                       | Tielt            | Hoogstraat 16                 | 51° 0' 0" NB, 3° 19' 44" OL   | 86657   | Woonhuis |
| Neoclassicistisch woonhuis |                  |                       | Tielt            | Hoogstraat 21                 | 50° 59' 59" NB, 3° 19' 44" OL | 86658   | Neoclassicistisch woonhuis |
| Neoclassicistisch herenhuis |                  |                       | Tielt            | Hoogstraat 23                 | 50° 59' 59" NB, 3° 19' 44" OL | 86659   | Neoclassicistisch herenhuis |
| Laatclassicistisch herenhuis met ruime achterliggende tuin                                                                        |                  |                       | Tielt            | Hoogstraat 26                 | 50° 59' 60" NB, 3° 19' 47" OL | 86660   | Laatclassicistisch herenhuis met ruime achterliggende tuin                                                                        |
| Laatclassicistisch herenhuis met ruime achterliggende tuin                                                                        |                  |                       | Tielt            | Hoogstraat 34                 | 50° 59' 60" NB, 3° 19' 49" OL | 86661   | Laatclassicistisch herenhuis met ruime achterliggende tuin                                                                        |
| Voormalige 19de-eeuwse herberg De Gouden Leeuw                                                                                    |                  |                       | Tielt            | Hoogstraat 37                 | 50° 59' 58" NB, 3° 19' 46" OL | 86662   | Voormalige 19de-eeuwse herberg De Gouden Leeuw                                                                                    |
| Laatclassicistisch woonhuis |                  |                       | Tielt            | Hoogstraat 42                 | 50° 59' 58" NB, 3° 19' 49" OL | 86663   | Laatclassicistisch woonhuis |
| Laatclassicistisch herenhuis met ruime tuin                                                                                       |                  |                       | Tielt            | Hoogstraat 44                 | 50° 59' 58" NB, 3° 19' 51" OL | 86664   | Laatclassicistisch herenhuis met ruime tuin                                                                                       |
| Laatclassicistisch woonhuis |                  |                       | Tielt            | Hoogstraat 48                 | 50° 59' 57" NB, 3° 19' 50" OL | 86665   | Laatclassicistisch woonhuis |
| Neoclassicistisch burgerhuis |                  |                       | Tielt            | Hoogstraat 53                 | 50° 59' 57" NB, 3° 19' 48" OL | 86666   | Neoclassicistisch burgerhuis |
| Neoclassicistisch herenhuis |                  |                       | Tielt            | Hoogstraat 54                 | 50° 59' 57" NB, 3° 19' 52" OL | 86667   | Neoclassicistisch herenhuis |
| Herenhuis |                  |                       | Tielt            | Hoogstraat 75                 | 50° 59' 55" NB, 3° 19' 51" OL | 86668   | Herenhuis |
| Laatclassicistisch woonhuis |                  |                       | Tielt            | Hoogstraat 79                 | 50° 59' 55" NB, 3° 19' 52" OL | 86669   | Laatclassicistisch woonhuis |
| Notariswoonst |                  |                       | Tielt            | Hoogstraat 87                 | 50° 59' 54" NB, 3° 19' 56" OL | 86670   | Notariswoonst |
| Hoekpand met haaks bijgebouw langsheen de Felix D'hoopstraat                                                                      |                  |                       | Tielt            | Hoogstraat 89                 | 50° 59' 54" NB, 3° 19' 56" OL | 86671   | Hoekpand met haaks bijgebouw langsheen de Felix D'hoopstraat                                                                      |
| Calvariekruis |                  |                       | Tielt            | Hulstplein                    | 50° 59' 52" NB, 3° 19' 54" OL | 86672   | Calvariekruis |
| Park House of Parkhotel, dieper gelegen herenhuis in traditionele stijl                                                           |                  |                       | Tielt            | Hulstplein 10                 | 50° 59' 53" NB, 3° 19' 50" OL | 86673   | Park House of Parkhotel, dieper gelegen herenhuis in traditionele stijl                                                           |
| Heilige Familie-Instituut, imposant eclectisch schoolcomplex                                                                      |                  |                       | Tielt            | Hulstplein 32                 | 50° 59' 51" NB, 3° 20' 3" OL  | 86674   | Heilige Familie-Instituut, imposant eclectisch schoolcomplex                                                                      |
| Sint-Antoniuskapel |                  |                       | Tielt            | Hulstplein                    | 50° 59' 50" NB, 3° 19' 54" OL | 86675   | Sint-Antoniuskapel |
| The Pine Loft, voormalig atelier                                                                                                  |                  |                       | Tielt            | Hulststraat 11                | 50° 59' 51" NB, 3° 19' 43" OL | 86676   | The Pine Loft, voormalig atelier                                                                                                  |
| Neoclassicistisch woonhuis |                  |                       | Tielt            | Hulststraat 23                | 50° 59' 50" NB, 3° 19' 45" OL | 86677   | Neoclassicistisch woonhuis |
| Neoclassicistisch herenhuis |                  |                       | Tielt            | Hulststraat 27                | 50° 59' 49" NB, 3° 19' 45" OL | 86678   | Neoclassicistisch herenhuis |
| Heilig Hartbeeld |                  |                       | Tielt            | Ieperstraat                   | 50° 59' 60" NB, 3° 19' 31" OL | 86679   | Heilig Hartbeeld |
| Winkelpand |                  |                       | Tielt            | Ieperstraat 2                 | 50° 59' 60" NB, 3° 19' 33" OL | 86680   | Winkelpand |
| Dekenij van de Sint-Pieterskerk, met ommuurde tuin                                                                                |                  |                       | Tielt            | Ieperstraat 15                | 51° 0' 0" NB, 3° 19' 28" OL   | 86681   | Dekenij van de Sint-Pieterskerk, met ommuurde tuin                                                                                |
| Voormalig winkelhuis |                  |                       | Tielt            | Ieperstraat 17                | 50° 59' 59" NB, 3° 19' 28" OL | 86682   | Voormalig winkelhuis |
| Laatclassicistisch woonhuis, later winkelhuis                                                                                     |                  |                       | Tielt            | Ieperstraat 19                | 50° 59' 59" NB, 3° 19' 27" OL | 86683   | Laatclassicistisch woonhuis, later winkelhuis                                                                                     |
| Laatclassicistisch woonhuis |                  |                       | Tielt            | Ieperstraat 21                | 50° 59' 59" NB, 3° 19' 27" OL | 86684   | Laatclassicistisch woonhuis |
| Woonhuis |                  |                       | Tielt            | Ieperstraat 22                | 50° 59' 58" NB, 3° 19' 29" OL | 86685   | Woonhuis |
| Huis Denys of Het Torentje, imposant eclectisch herenhuis                                                                         |                  |                       | Tielt            | Ieperstraat 23-25             | 50° 59' 59" NB, 3° 19' 26" OL | 86686   | Huis Denys of Het Torentje, imposant eclectisch herenhuis                                                                         |
| Restant van eenheidsbebouwing van vier woonhuizen                                                                                 |                  |                       | Tielt            | Ieperstraat 24-26             | 50° 59' 58" NB, 3° 19' 29" OL | 86687   | Restant van eenheidsbebouwing van vier woonhuizen                                                                                 |
| Laatclassicistisch herenhuis met achterliggende tuin bekend als Huis Strack                                                       |                  |                       | Tielt            | Ieperstraat 27                | 50° 59' 59" NB, 3° 19' 25" OL | 86688   | Laatclassicistisch herenhuis met achterliggende tuin bekend als Huis Strack                                                       |
| Laatclassicistisch woonhuis |                  |                       | Tielt            | Ieperstraat 29                | 50° 59' 58" NB, 3° 19' 25" OL | 86689   | Laatclassicistisch woonhuis |
| Interbellumburgerhuis |                  |                       | Tielt            | Ieperstraat 31                | 50° 59' 58" NB, 3° 19' 24" OL | 86690   | Interbellumburgerhuis |
| School- en kloostercomplex Regina Pacis van de Zusters Apostolinnen                                                               |                  |                       | Tielt            | Ieperstraat 32-40             | 50° 59' 56" NB, 3° 19' 28" OL | 86691   | School- en kloostercomplex Regina Pacis van de Zusters Apostolinnen                                                               |
| Laatclassicistisch burgerhuis ook bekend als Huis Loosveldt                                                                       |                  |                       | Tielt            | Ieperstraat 39                | 50° 59' 57" NB, 3° 19' 23" OL | 86692   | Laatclassicistisch burgerhuis ook bekend als Huis Loosveldt                                                                       |
| Eclectisch burgerhuis |                  |                       | Tielt            | Ieperstraat 41                | 50° 59' 57" NB, 3° 19' 23" OL | 86693   | Eclectisch burgerhuis |
| Huis Mulle de Terschueren, imposant laatclassicistisch herenhuis                                                                  | Monument         |                       | Tielt            | Ieperstraat 42-48             | 50° 59' 55" NB, 3° 19' 24" OL | 86694   | Huis Mulle de Terschueren, imposant laatclassicistisch herenhuis                                                                  |
| Neoclassicistisch herenhuis Huis Priem                                                                                            |                  |                       | Tielt            | Ieperstraat 45                | 50° 59' 56" NB, 3° 19' 22" OL | 86695   | Neoclassicistisch herenhuis Huis Priem                                                                                            |
| Vrijstaande interbellumvilla |                  |                       | Tielt            | Ieperstraat 75                | 50° 59' 54" NB, 3° 19' 18" OL | 86696   | Vrijstaande interbellumvilla |
| Laatclassicistisch burgerhuis |                  |                       | Tielt            | Ieperstraat 80                | 50° 59' 52" NB, 3° 19' 20" OL | 86697   | Laatclassicistisch burgerhuis |
| Half vrijstaand interbellumwoonhuis                                                                                               |                  |                       | Tielt            | Ieperstraat 81                | 50° 59' 54" NB, 3° 19' 16" OL | 86698   | Half vrijstaand interbellumwoonhuis                                                                                               |
| Restant van hoekcomplex in traditionele stijl                                                                                     |                  |                       | Tielt            | Ieperstraat 84                | 50° 59' 51" NB, 3° 19' 19" OL | 86699   | Restant van hoekcomplex in traditionele stijl                                                                                     |
| Eenheidsbebouwing |                  |                       | Tielt            | Ieperstraat 86                | 50° 59' 51" NB, 3° 19' 17" OL | 86700   | Eenheidsbebouwing |
| Werkmanshuisje |                  |                       | Tielt            | Kalverstraat 5                | 51° 0' 6" NB, 3° 19' 46" OL   | 86701   | Werkmanshuisje |
| Hoeve |                  |                       | Tielt            | Kanegemstraat 20              | 51° 0' 19" NB, 3° 21' 10" OL  | 86702   | Hoeve |
| Devotiekruis |                  |                       | Tielt            | Kanegemstraat                 | 51° 0' 16" NB, 3° 22' 12" OL  | 86703   | Devotiekruis |
| Woonhuis in neoclassicistische stijl                                                                                              |                  |                       | Tielt            | Karnemelkstraat 2             | 50° 59' 54" NB, 3° 19' 55" OL | 86704   | Woonhuis in neoclassicistische stijl                                                                                              |
| Interbellumwoonhuis |                  |                       | Tielt            | Karnemelkstraat 12            | 50° 59' 54" NB, 3° 19' 54" OL | 86705   | Interbellumwoonhuis |
| Ensemble van twee interbellumwoonhuizen                                                                                           |                  |                       | Tielt            | Kasteelstraat 21-23           | 50° 59' 38" NB, 3° 19' 30" OL | 86706   | Ensemble van twee interbellumwoonhuizen                                                                                           |
| Woonhuis |                  |                       | Tielt            | Kasteelstraat 32              | 50° 59' 34" NB, 3° 19' 31" OL | 86707   | Woonhuis |
| Half vrijstaande interbellumwoning                                                                                                |                  |                       | Tielt            | Kasteelstraat 37              | 50° 59' 37" NB, 3° 19' 27" OL | 86708   | Half vrijstaande interbellumwoning                                                                                                |
| Interbellumwoonhuis in art-decostijl                                                                                              |                  |                       | Tielt            | Kasteelstraat 83              | 50° 59' 33" NB, 3° 19' 21" OL | 86709   | Interbellumwoonhuis in art-decostijl                                                                                              |
| Neoclassicistisch woonhuis |                  |                       | Tielt            | Kasteelstraat 92              | 50° 59' 31" NB, 3° 19' 19" OL | 86710   | Neoclassicistisch woonhuis |
| Villa in cottagestijl met aanpalende bekende drukkerij-uitgeverij Lannoo                                                          |                  |                       | Tielt            | Kasteelstraat 99              | 50° 59' 34" NB, 3° 19' 17" OL | 86711   | Villa in cottagestijl met aanpalende bekende drukkerij-uitgeverij Lannoo                                                          |
| Woonhuis |                  |                       | Tielt            | Kasteelstraat 102             | 50° 59' 31" NB, 3° 19' 17" OL | 86712   | Woonhuis |
| Half vrijstaand neoclassicistisch herenhuis WHITE HOUSE                                                                           |                  |                       | Tielt            | Kasteelstraat 120             | 50° 59' 30" NB, 3° 19' 13" OL | 86713   | Half vrijstaand neoclassicistisch herenhuis WHITE HOUSE                                                                           |
| Villa en voormalige katoenweverij                                                                                                 |                  |                       | Tielt            | Kasteelstraat 127             | 50° 59' 32" NB, 3° 19' 11" OL | 86714   | Villa en voormalige katoenweverij                                                                                                 |
| Onze-Lieve-Vrouwekapel van de Kasteelwijk                                                                                         |                  |                       | Tielt            | Kasteelstraat                 | 50° 59' 27" NB, 3° 19' 5" OL  | 86715   | Onze-Lieve-Vrouwekapel van de Kasteelwijk                                                                                         |
| Woonhuis |                  |                       | Tielt            | Keidamstraat 14               | 50° 59' 55" NB, 3° 18' 48" OL | 86716   | Woonhuis |
| Stedelijke begraafplaats |                  |                       | Tielt            | Keidamstraat                  | 51° 0' 4" NB, 3° 19' 10" OL   | 86717   | Stedelijke begraafplaats |
| Architectenwoning Georges Vandenbussche                                                                                           | Monument         |                       | Tielt            | Kerkebosstraat 2              | 50° 59' 47" NB, 3° 22' 28" OL | 86718   | Architectenwoning Georges Vandenbussche                                                                                           |
| Hof te Kerkebosch, historische hoeve                                                                                              |                  |                       | Tielt            | Kerkebosstraat 3              | 50° 59' 51" NB, 3° 22' 33" OL | 86719   | Hof te Kerkebosch, historische hoeve                                                                                              |
| Hoeve |                  |                       | Tielt            | Kerkebosstraat 5              | 51° 0' 1" NB, 3° 22' 29" OL   | 86720   | Hoeve |
| Hoeve met 20ste-eeuwse hoevegebouwen op oudere site                                                                               |                  |                       | Tielt            | Kerkebosstraat 11             | 51° 0' 14" NB, 3° 22' 20" OL  | 86721   | Hoeve met 20ste-eeuwse hoevegebouwen op oudere site                                                                               |
| Sint-Pieterskerk, decanale hoofdparochiekerk van Tielt                                                                            |                  |                       | Tielt            | Kerkstraat                    | 51° 0' 1" NB, 3° 19' 31" OL   | 86722   | Sint-Pieterskerk, decanale hoofdparochiekerk van Tielt                                                                            |
| Laatclassicistisch woonhuis |                  |                       | Tielt            | Kerkstraat 5                  | 51° 0' 3" NB, 3° 19' 31" OL   | 86723   | Laatclassicistisch woonhuis |
| Neoclassicistisch woonhuis |                  |                       | Tielt            | Kerkstraat 8                  | 51° 0' 2" NB, 3° 19' 31" OL   | 86724   | Neoclassicistisch woonhuis |
| Voormalige neogotische kapel gebouwd ANNO 1908                                                                                    |                  |                       | Tielt            | Kerkstraat 13                 | 51° 0' 2" NB, 3° 19' 29" OL   | 86725   | Voormalige neogotische kapel gebouwd ANNO 1908                                                                                    |
| Eenheidsbebouwing van arbeiderswoningen                                                                                           |                  |                       | Tielt            | Kistestraat 10-12             | 50° 59' 59" NB, 3° 19' 23" OL | 86726   | Eenheidsbebouwing van arbeiderswoningen                                                                                           |
| Sint-Antoniuskapel |                  |                       | Tielt            | Klijtenstraat                 | 50° 59' 30" NB, 3° 19' 59" OL | 86727   | Upload foto |
| Eengezinswoning in bungalowstijl                                                                                                  |                  |                       | Tielt            | Klijtenstraat 61              | 50° 59' 33" NB, 3° 20' 15" OL | 86728   | Eengezinswoning in bungalowstijl                                                                                                  |
| Eengezinswoning in omhaagde tuin                                                                                                  |                  |                       | Tielt            | Klijtenstraat 69              | 50° 59' 34" NB, 3° 20' 19" OL | 86729   | Eengezinswoning in omhaagde tuin                                                                                                  |
| Voormalig winkelhuis |                  |                       | Tielt            | Kortrijkstraat 4              | 50° 59' 59" NB, 3° 19' 35" OL | 86730   | Voormalig winkelhuis |
| Eclectisch handelspand |                  |                       | Tielt            | Kortrijkstraat 6              | 50° 59' 59" NB, 3° 19' 35" OL | 86731   | Eclectisch handelspand |
| Voormalige herberg De Spiegel, sinds 1977 Dzing's                                                                                 |                  |                       | Tielt            | Kortrijkstraat 8              | 50° 59' 59" NB, 3° 19' 35" OL | 86732   | Voormalige herberg De Spiegel, sinds 1977 Dzing's                                                                                 |
| Neoclassicistisch winkelpand |                  |                       | Tielt            | Kortrijkstraat 10             | 50° 59' 59" NB, 3° 19' 36" OL | 86733   | Neoclassicistisch winkelpand |
| Voormalige uitgeverij van Pieter Pollet                                                                                           |                  |                       | Tielt            | Kortrijkstraat 13             | 50° 59' 58" NB, 3° 19' 33" OL | 86734   | Voormalige uitgeverij van Pieter Pollet                                                                                           |
| Laatclassicistische winkelpanden                                                                                                  |                  |                       | Tielt            | Kortrijkstraat 16-18          | 50° 59' 58" NB, 3° 19' 36" OL | 86735   | Laatclassicistische winkelpanden                                                                                                  |
| Klooster en kerk van de Minderbroeders                                                                                            | Monument         |                       | Tielt            | Kortrijkstraat 17             | 50° 59' 55" NB, 3° 19' 32" OL | 86736   | Klooster en kerk van de Minderbroeders                                                                                            |
| Neoclassicistisch handelspand |                  |                       | Tielt            | Kortrijkstraat 22             | 50° 59' 57" NB, 3° 19' 36" OL | 86737   | Neoclassicistisch handelspand |
| Neoclassicistisch winkelpand |                  |                       | Tielt            | Kortrijkstraat 23             | 50° 59' 57" NB, 3° 19' 36" OL | 86738   | Neoclassicistisch winkelpand |
| Laatclassicistisch winkelpand |                  |                       | Tielt            | Kortrijkstraat 28             | 50° 59' 57" NB, 3° 19' 37" OL | 86739   | Laatclassicistisch winkelpand |
| Voormalige herberg De Stad Kortrijk                                                                                               |                  |                       | Tielt            | Kortrijkstraat 30             | 50° 59' 57" NB, 3° 19' 37" OL | 86740   | Voormalige herberg De Stad Kortrijk                                                                                               |
| Neoclassicistisch handelspand |                  |                       | Tielt            | Kortrijkstraat 31             | 50° 59' 56" NB, 3° 19' 36" OL | 86741   | Neoclassicistisch handelspand |
| Voormalig postgebouw |                  |                       | Tielt            | Kortrijkstraat 42             | 50° 59' 55" NB, 3° 19' 39" OL | 86742   | Voormalig postgebouw |
| Imposant neoclassicistisch herenhuis                                                                                              |                  |                       | Tielt            | Kortrijkstraat 44-46          | 50° 59' 54" NB, 3° 19' 39" OL | 86743   | Imposant neoclassicistisch herenhuis                                                                                              |
| Neoclassicistisch handelspand |                  |                       | Tielt            | Kortrijkstraat 57             | 50° 59' 53" NB, 3° 19' 35" OL | 86744   | Neoclassicistisch handelspand |
| Voormalige gebouwen van het Sint-Jozefscollege                                                                                    |                  |                       | Tielt            | Kortrijkstraat 59             | 50° 59' 52" NB, 3° 19' 35" OL | 86745   | Voormalige gebouwen van het Sint-Jozefscollege                                                                                    |
| Voormalig Sint-Michielsinstituut of Klein College                                                                                 |                  |                       | Tielt            | Kortrijkstraat                | 50° 59' 52" NB, 3° 19' 32" OL | 86746   | Voormalig Sint-Michielsinstituut of Klein College                                                                                 |
| Gedenkteken voor de militaire en de burgerlijke slachtoffers van de Eerste Wereldoorlog                                           | Monument         |                       | Tielt            | Kortrijkstraat                | 50° 59' 51" NB, 3° 19' 36" OL | 86747   | Gedenkteken voor de militaire en de burgerlijke slachtoffers van de Eerste Wereldoorlog                                           |
| Beeld van Onze-Lieve-Vrouw van de Vrede met fontein                                                                               |                  |                       | Tielt            | Kortrijkstraat z.nr.          | 50° 59' 52" NB, 3° 19' 36" OL | 86748   | Beeld van Onze-Lieve-Vrouw van de Vrede met fontein                                                                               |
| Woonhuis |                  |                       | Tielt            | Kortrijkstraat 71             | 50° 59' 51" NB, 3° 19' 34" OL | 86749   | Woonhuis |
| Neoclassicistisch herenhuis |                  |                       | Tielt            | Kortrijkstraat 99             | 50° 59' 45" NB, 3° 19' 30" OL | 86750   | Neoclassicistisch herenhuis |
| Voormalige sportwinkel van Flandrien Marcel Vanhoutte                                                                             |                  |                       | Tielt            | Kortrijkstraat 114            | 50° 59' 44" NB, 3° 19' 34" OL | 86751   | Voormalige sportwinkel van Flandrien Marcel Vanhoutte                                                                             |
| Hoofdgebouw van de voormalige Sint-Godelieveschool, thans Regionaal Dienstencentrum Zonnewende-v.z.w. Familiezorg West-Vlaanderen |                  |                       | Tielt            | Krommewalstraat 1             |                               | 86752   | Hoofdgebouw van de voormalige Sint-Godelieveschool, thans Regionaal Dienstencentrum Zonnewende-v.z.w. Familiezorg West-Vlaanderen |
| Neoclassicistisch winkelpand |                  |                       | Tielt            | Krommewalstraat 4             | 51° 0' 2" NB, 3° 19' 27" OL   | 86753   | Neoclassicistisch winkelpand |
| Voormalig café Oud Thielt met feest- en filmzaal                                                                                  |                  |                       | Tielt            | Krommewalstraat 6             | 51° 0' 2" NB, 3° 19' 26" OL   | 86754   | Voormalig café Oud Thielt met feest- en filmzaal                                                                                  |
| De voormalige Sint-Mariaschool, later de Sint-Andrieskliniek, thans Woon- en Zorgcentrum Sint-Andries met kloosterhuis            |                  |                       | Tielt            | Krommewalstraat 7-9           |                               | 86755   | De voormalige Sint-Mariaschool, later de Sint-Andrieskliniek, thans Woon- en Zorgcentrum Sint-Andries met kloosterhuis            |
| Neoclassicistisch pand |                  |                       | Tielt            | Krommewalstraat 12            | 51° 0' 2" NB, 3° 19' 25" OL   | 86756   | Neoclassicistisch pand |
| Historische stadshoeve |                  |                       | Tielt            | Krommewalstraat 22            | 51° 0' 3" NB, 3° 19' 22" OL   | 86757   | Historische stadshoeve |
| Gaaf bewaarde eenheidsbebouwing van negen arbeidershuisjes                                                                        |                  |                       | Tielt            | Kroonstraat 1-17              | 50° 59' 36" NB, 3° 19' 43" OL | 86758   | Gaaf bewaarde eenheidsbebouwing van negen arbeidershuisjes                                                                        |
| Arbeidershuisje |                  |                       | Tielt            | Kroonstraat 2                 | 50° 59' 36" NB, 3° 19' 44" OL | 86759   | Arbeidershuisje |
| Historische hoeve |                  |                       | Tielt            | Kerkebosstraat 4              | 50° 59' 53" NB, 3° 22' 22" OL | 86760   | Historische hoeve |
| Villa in omhaagde tuin |                  |                       | Tielt            | Lindenlaan 25                 | 50° 59' 36" NB, 3° 19' 55" OL | 86761   | Villa in omhaagde tuin |
| Woonhuis |                  |                       | Tielt            | Luchtbalstraat 4              | 50° 59' 43" NB, 3° 19' 30" OL | 86762   | Woonhuis |
| Woonhuis |                  |                       | Tielt            | Luchtbalstraat 15             | 50° 59' 44" NB, 3° 19' 29" OL | 86763   | Woonhuis |
| Mankemerriehoeve, historische hoeve                                                                                               |                  |                       | Tielt            | Mankemerriestraat 7           | 50° 58' 55" NB, 3° 21' 16" OL | 86764   | Mankemerriehoeve, historische hoeve                                                                                               |
| Historische hoeve |                  |                       | Tielt            | Marialoopsesteenweg 18        | 50° 58' 12" NB, 3° 19' 42" OL | 86765   | Historische hoeve |
| Onze-Lieve-Vrouwekapel, sober neogotisch kapelletje                                                                               |                  |                       | Tielt            | Marialoopsesteenweg           | 50° 58' 29" NB, 3° 19' 47" OL | 86766   | Onze-Lieve-Vrouwekapel, sober neogotisch kapelletje                                                                               |
| Belfort en halle | Monument         |                       | Tielt            | Markt                         | 51° 0' 1" NB, 3° 19' 37" OL   | 86767   | Belfort en halle |
| Standbeeld van barbier Olivier De Neckere                                                                                         |                  |                       | Tielt            | Markt                         | 51° 0' 1" NB, 3° 19' 36" OL   | 86768   | Standbeeld van barbier Olivier De Neckere                                                                                         |
| Stanislaspoort |                  |                       | Tielt            | Markt 1                       | 51° 0' 0" NB, 3° 19' 33" OL   | 86769   | Stanislaspoort |
| Sir Oliver, voormalige herberg De Drie Koningen                                                                                   |                  |                       | Tielt            | Markt 9                       | 51° 0' 2" NB, 3° 19' 36" OL   | 86770   | Sir Oliver, voormalige herberg De Drie Koningen                                                                                   |
| De Beiaard |                  |                       | Tielt            | Markt 12                      | 51° 0' 3" NB, 3° 19' 37" OL   | 86771   | De Beiaard |
| Stadhuis |                  |                       | Tielt            | Markt 13                      | 51° 0' 3" NB, 3° 19' 38" OL   | 86772   | Stadhuis |
| Beeld van Tanneken Sconincx |                  |                       | Tielt            | Markt 19                      | 51° 0' 2" NB, 3° 19' 40" OL   | 86773   | Beeld van Tanneken Sconincx |
| Het Witte Paard en Belle et Beau, laatclassicistische panden                                                                      |                  |                       | Tielt            | Markt 20, 21                  | 51° 0' 1" NB, 3° 19' 40" OL   | 86774   | Het Witte Paard en Belle et Beau, laatclassicistische panden                                                                      |
| Gevelstenen ter herdenking van twee bewoners van het vroegere pand                                                                |                  |                       | Tielt            | Markt 28                      | 51° 0' 0" NB, 3° 19' 37" OL   | 86775   | Gevelstenen ter herdenking van twee bewoners van het vroegere pand                                                                |
| Apotheek Wostyn, interbellumpand                                                                                                  |                  |                       | Tielt            | Markt 29                      | 51° 0' 0" NB, 3° 19' 37" OL   | 86776   | Apotheek Wostyn, interbellumpand                                                                                                  |
| Eclectisch winkelpand gebouwd ANNO 1890                                                                                           |                  |                       | Tielt            | Markt 31                      | 51° 0' 0" NB, 3° 19' 37" OL   | 86777   | Eclectisch winkelpand gebouwd ANNO 1890                                                                                           |
| Laatclassicistisch pand |                  |                       | Tielt            | Markt 32                      | 51° 0' 0" NB, 3° 19' 36" OL   | 86778   | Laatclassicistisch pand |
| Huis Notteboom, neoclassicistisch herenhuis                                                                                       |                  |                       | Tielt            | Markt 35                      | 50° 59' 59" NB, 3° 19' 37" OL | 86779   | Huis Notteboom, neoclassicistisch herenhuis                                                                                       |
| Cirque Central, eclectisch pand                                                                                                   |                  |                       | Tielt            | Markt 38                      | 50° 59' 59" NB, 3° 19' 35" OL | 86780   | Cirque Central, eclectisch pand                                                                                                   |
| Voormalige herberg De Concorde, sinds 1987 Ter Halle                                                                              |                  |                       | Tielt            | Markt 42                      | 50° 59' 60" NB, 3° 19' 33" OL | 86781   | Voormalige herberg De Concorde, sinds 1987 Ter Halle                                                                              |
| Hoeve |                  |                       | Tielt            | Meulebeeksesteenweg 11        | 50° 59' 20" NB, 3° 18' 49" OL | 86782   | Hoeve |
| Villa in omhaagde tuin |                  |                       | Tielt            | Meulebeeksesteenweg 54        | 50° 58' 42" NB, 3° 18' 45" OL | 86783   | Villa in omhaagde tuin |
| Villa in omhaagde voortuin |                  |                       | Tielt            | Meulebeeksesteenweg 55        | 50° 58' 50" NB, 3° 18' 44" OL | 86784   | Villa in omhaagde voortuin |
| Parochiekerk Sint-Jozef-Werkman                                                                                                   |                  |                       | Tielt            | Mgr. Van Hovestraat 2         | 50° 59' 48" NB, 3° 19' 0" OL  | 86785   | Parochiekerk Sint-Jozef-Werkman                                                                                                   |
| Hoeve met 19de- en 20ste-eeuwse gebouwen                                                                                          |                  |                       | Tielt            | Nachtegaalstraat 8            | 51° 0' 56" NB, 3° 17' 51" OL  | 86786   | Hoeve met 19de- en 20ste-eeuwse gebouwen                                                                                          |
| Burgerhuis in art-decostijl |                  |                       | Tielt            | Nieuwstraat 4                 | 50° 59' 60" NB, 3° 19' 40" OL | 86787   | Burgerhuis in art-decostijl |
| Burgerhuis |                  |                       | Tielt            | Nieuwstraat 6                 | 50° 59' 59" NB, 3° 19' 40" OL | 86788   | Burgerhuis |
| Herenhuis in classicistische stijl                                                                                                | Monument         |                       | Tielt            | Nieuwstraat 7                 | 50° 59' 59" NB, 3° 19' 39" OL | 86789   | Herenhuis in classicistische stijl                                                                                                |
| Imposant burgerhuis met gevel in art-decostijl                                                                                    |                  |                       | Tielt            | Nieuwstraat 8                 | 50° 59' 59" NB, 3° 19' 40" OL | 86790   | Imposant burgerhuis met gevel in art-decostijl                                                                                    |
| Laatclassicistisch woonhuis |                  |                       | Tielt            | Nieuwstraat 33                | 50° 59' 56" NB, 3° 19' 41" OL | 86791   | Laatclassicistisch woonhuis |
| Neogotische kapel van de Bataviawijk toegewijd aan Onze-Lieve-Vrouw van Smarten                                                   |                  |                       | Tielt            | Oude Pittemstraat             | 50° 59' 46" NB, 3° 18' 36" OL | 86792   | Neogotische kapel van de Bataviawijk toegewijd aan Onze-Lieve-Vrouw van Smarten                                                   |
| Ensemble interbellumwoonhuizen in spiegelbeeldschema                                                                              |                  |                       | Tielt            | Oude Stationstraat 15-17      | 50° 59' 42" NB, 3° 19' 36" OL | 86793   | Ensemble interbellumwoonhuizen in spiegelbeeldschema                                                                              |
| Interbellumwoonhuis |                  |                       | Tielt            | Oude Stationstraat 63         | 50° 59' 38" NB, 3° 19' 41" OL | 86794   | Interbellumwoonhuis |
| Neoclassicistisch burgerhuis |                  |                       | Tielt            | Oude Stationstraat 64         | 50° 59' 40" NB, 3° 19' 41" OL | 86795   | Neoclassicistisch burgerhuis |
| Sint-Jozefsinstituut, schoolcomplex                                                                                               |                  |                       | Tielt            | Oude Stationstraat 73-75      | 50° 59' 36" NB, 3° 19' 43" OL | 86796   | Sint-Jozefsinstituut, schoolcomplex                                                                                               |
| Restant van eenlaagsbebouwing van arbeidershuisjes in spiegelbeeldschema                                                          |                  |                       | Tielt            | Oude Stationstraat 77-79      | 50° 59' 37" NB, 3° 19' 44" OL | 86797   | Restant van eenlaagsbebouwing van arbeidershuisjes in spiegelbeeldschema                                                          |
| Voormalige ast |                  |                       | Tielt            | Oude Stationstraat 82         | 50° 59' 39" NB, 3° 19' 43" OL | 86798   | Voormalige ast |
| Gaaf bewaarde eenheidsbebouwing uit het interbellum                                                                               |                  |                       | Tielt            | Oude Stationstraat 85-91      | 50° 59' 35" NB, 3° 19' 45" OL | 86799   | Gaaf bewaarde eenheidsbebouwing uit het interbellum                                                                               |
| Neoclassicistisch woonhuis |                  |                       | Tielt            | Oude Stationstraat 102        | 50° 59' 35" NB, 3° 19' 47" OL | 86800   | Neoclassicistisch woonhuis |
| Woonhuis |                  |                       | Tielt            | Oude Stationstraat 111        | 50° 59' 33" NB, 3° 19' 46" OL | 86801   | Woonhuis |
| Ensemble van twee interbellumpanden in spiegelbeeldschema                                                                         |                  |                       | Tielt            | Oude Stationstraat 123-125    | 50° 59' 31" NB, 3° 19' 48" OL | 86802   | Ensemble van twee interbellumpanden in spiegelbeeldschema                                                                         |
| Huyse ter Stocktcapelle, neoclassicistisch herenhuis                                                                              |                  |                       | Tielt            | Oude Stationstraat 131A       | 50° 59' 30" NB, 3° 19' 47" OL | 86803   | Huyse ter Stocktcapelle, neoclassicistisch herenhuis                                                                              |
| Stoktkapel |                  |                       | Tielt            | Oude Stationstraat            | 50° 59' 31" NB, 3° 19' 51" OL | 86804   | Stoktkapel |
| Neoclassicistisch herenhuis |                  |                       | Tielt            | Oude Stationstraat 144        | 50° 59' 29" NB, 3° 19' 54" OL | 86805   | Neoclassicistisch herenhuis |
| Voormalige herberg De Klokke |                  |                       | Tielt            | Markt 41                      | 50° 59' 59" NB, 3° 19' 33" OL | 86806   | Voormalige herberg De Klokke |
| Toegangsdreef Minderbroedersklooster                                                                                              | Monument         |                       | Tielt            | Patersdreef                   | 50° 59' 57" NB, 3° 19' 35" OL | 86807   | Toegangsdreef Minderbroedersklooster                                                                                              |
| Kloostergebouw van de Zusters van het Geloof met aanpalende voormalige materniteit Ave Maria                                      |                  |                       | Tielt            | Peperstraat 13                | 51° 0' 4" NB, 3° 0' 0" OL     | 86808   | Kloostergebouw van de Zusters van het Geloof met aanpalende voormalige materniteit Ave Maria                                      |
| Hoevetje |                  |                       | Tielt            | Plantinstraat 19A             | 50° 59' 37" NB, 3° 19' 21" OL | 86809   | Hoevetje |
| Zonnehoek, vrijstaande woning in bungalowstijl                                                                                    |                  |                       | Tielt            | Plantinstraat 27              | 50° 59' 41" NB, 3° 19' 22" OL | 86810   | Zonnehoek, vrijstaande woning in bungalowstijl                                                                                    |
| Hedendaags woonhuis met artsenpraktijk                                                                                            |                  |                       | Tielt            | Plantinstraat 31              | 50° 59' 42" NB, 3° 19' 23" OL | 86811   | Hedendaags woonhuis met artsenpraktijk                                                                                            |
| Voormalig klooster De Hoop met wijk- of Poelbergschooltje                                                                         |                  |                       | Tielt            | Poelberg 1                    | 50° 58' 49" NB, 3° 21' 35" OL | 86812   | Voormalig klooster De Hoop met wijk- of Poelbergschooltje                                                                         |
| Lourdesgrot met ommegang van Onze-Lieve-Vrouw van Zeven Smarten                                                                   |                  |                       | Tielt            | Poelberg                      | 50° 58' 48" NB, 3° 21' 37" OL | 86813   | Lourdesgrot met ommegang van Onze-Lieve-Vrouw van Zeven Smarten                                                                   |
| De Polderhoeve |                  |                       | Tielt            | Polderstraat 10               | 51° 1' 23" NB, 3° 21' 25" OL  | 86814   | De Polderhoeve |
| Hoeve gelegen aan de Rijkegemkouterslag                                                                                           |                  |                       | Tielt            | Polderstraat 12               | 51° 1' 48" NB, 3° 21' 39" OL  | 86815   | Hoeve gelegen aan de Rijkegemkouterslag                                                                                           |
| Beeld van generaal Maczek door de Tieltse beeldhouwer-kunstsmid Jef Claerhout                                                     |                  |                       | Tielt            | Polenplein                    | 50° 59' 52" NB, 3° 19' 18" OL | 86816   | Beeld van generaal Maczek door de Tieltse beeldhouwer-kunstsmid Jef Claerhout                                                     |
| Vrijstaand woonhuis met aangelegd voortuintje                                                                                     |                  |                       | Tielt            | Pontweg 7                     | 51° 0' 13" NB, 3° 19' 53" OL  | 86817   | Vrijstaand woonhuis met aangelegd voortuintje                                                                                     |
| Vrijstaand ensemble van twee interbellumwoonhuizen in spiegelbeeldschema                                                          |                  |                       | Tielt            | Pontweg 17-19                 | 51° 0' 13" NB, 3° 19' 55" OL  | 86818   | Vrijstaand ensemble van twee interbellumwoonhuizen in spiegelbeeldschema                                                          |
| Drie eenlaagswoningen |                  |                       | Tielt            | Pontweg 21-25                 | 51° 0' 14" NB, 3° 19' 55" OL  | 86819   | Drie eenlaagswoningen |
| Vrijstaande eengezinswoning in grote omhaagde tuin                                                                                |                  |                       | Tielt            | Pontweg 30                    | 51° 0' 20" NB, 3° 19' 56" OL  | 86820   | Vrijstaande eengezinswoning in grote omhaagde tuin                                                                                |
| Vrijstaande eengezinswoning met kubistische vormgeving                                                                            |                  |                       | Tielt            | Pontweg 32                    | 51° 0' 19" NB, 3° 19' 57" OL  | 86821   | Vrijstaande eengezinswoning met kubistische vormgeving                                                                            |
| Woonhuis met tuin, voormalig looghuis bij de Kalandermolen                                                                        |                  |                       | Tielt            | Pontweg 62                    | 51° 0' 15" NB, 3° 20' 8" OL   | 86822   | Woonhuis met tuin, voormalig looghuis bij de Kalandermolen                                                                        |
| Vrijstaand woonhuis |                  |                       | Tielt            | Putterijstraat 1              | 50° 58' 24" NB, 3° 21' 23" OL | 86823   | Vrijstaand woonhuis |
| Hoeve |                  |                       | Tielt            | Putterijstraat 2              | 50° 58' 29" NB, 3° 21' 22" OL | 86824   | Hoeve |
| Hoeve |                  |                       | Tielt            | Putterijstraat 42             | 50° 58' 39" NB, 3° 21' 52" OL | 86825   | Hoeve |
| Kapel Onze-Lieve-Vrouw-Troost-in-Nood                                                                                             | dorpsgezicht     |                       | Tielt            | Putterijstraat                | 50° 58' 42" NB, 3° 22' 3" OL  | 86826   | Kapel Onze-Lieve-Vrouw-Troost-in-Nood                                                                                             |
| Appartementsgebouw |                  |                       | Tielt            | Rameplein 9                   | 50° 59' 55" NB, 3° 19' 40" OL | 86827   | Appartementsgebouw |
| Imposant laatclassicistisch herenhuis met tuinmuur                                                                                |                  |                       | Tielt            | Rameplein 22, 23              | 50° 59' 54" NB, 3° 19' 44" OL | 86828   | Imposant laatclassicistisch herenhuis met tuinmuur                                                                                |
| Woonhuis |                  |                       | Tielt            | Rameplein 26                  | 50° 59' 56" NB, 3° 19' 43" OL | 86829   | Woonhuis |
| Woonhuis |                  |                       | Tielt            | Rameplein 27                  | 50° 59' 56" NB, 3° 19' 43" OL | 86830   | Woonhuis |
| Historische hoeve Groot Tomme |                  |                       | Tielt            | Rijkegemkouterstraat 1        | 51° 0' 42" NB, 3° 20' 44" OL  | 86831   | Historische hoeve Groot Tomme |
| Villa in bungalowstijl |                  |                       | Tielt            | Rijkegemkouterstraat 5        | 51° 0' 18" NB, 3° 20' 18" OL  | 86832   | Villa in bungalowstijl |
| Interbellumhoevetje waarvan woonhuis met omhaagde voortuin                                                                        |                  |                       | Tielt            | Rijkegemkouterstraat 6A       | 51° 0' 50" NB, 3° 20' 42" OL  | 86833   | Interbellumhoevetje waarvan woonhuis met omhaagde voortuin                                                                        |
| Onze-Lieve-Vrouwekapelletje |                  |                       | Tielt            | Rijkegemkouterstraat          | 51° 0' 52" NB, 3° 20' 49" OL  | 86834   | Onze-Lieve-Vrouwekapelletje |
| Historische hoeve Klein Tomme |                  |                       | Tielt            | Rijkegemkouterstraat 10       | 51° 0' 57" NB, 3° 20' 37" OL  | 86835   | Historische hoeve Klein Tomme |
| Historische hoeve 't Haelewijnsche, thans hondenkwekerij                                                                          |                  |                       | Tielt            | Rijkegemkouterstraat 19       | 51° 1' 9" NB, 3° 20' 58" OL   | 86836   | Historische hoeve 't Haelewijnsche, thans hondenkwekerij                                                                          |
| Onze-Lieve-Vrouwekapelletje, ten oosten van de hoeve 't Haelewijnsche                                                             |                  |                       | Tielt            | Rijkegemkouterstraat          | 51° 1' 10" NB, 3° 20' 57" OL  | 86837   | Onze-Lieve-Vrouwekapelletje, ten oosten van de hoeve 't Haelewijnsche                                                             |
| Voormalige herberg De Kluite |                  |                       | Tielt            | Rijkegemkouterstraat 24       | 51° 1' 25" NB, 3° 21' 6" OL   | 86838   | Voormalige herberg De Kluite |
| Onze-Lieve-Vrouwekapel |                  |                       | Tielt            | Rijkegemkouterstraat          | 51° 1' 34" NB, 3° 21' 8" OL   | 86839   | Onze-Lieve-Vrouwekapel |
| Onze-Lieve-Vrouwekapel |                  |                       | Tielt            | Rijkegemkouterstraat          | 51° 0' 52" NB, 3° 20' 49" OL  | 86840   | Onze-Lieve-Vrouwekapel |
| Hoeve |                  |                       | Tielt            | Rijkegemkouterstraat 32       | 51° 1' 43" NB, 3° 21' 9" OL   | 86841   | Hoeve |
| Gerenoveerde hoeve |                  |                       | Tielt            | Rijkegemkouterstraat 33       | 51° 1' 28" NB, 3° 21' 13" OL  | 86842   | Gerenoveerde hoeve |
| Architectenwoning en -bureau |                  |                       | Tielt            | Rozeboomlaan 7                | 51° 0' 18" NB, 3° 20' 2" OL   | 86843   | Architectenwoning en -bureau |
| Vrijstaande eengezinswoning in tuin                                                                                               |                  |                       | Tielt            | Rozeboomlaan 27               | 51° 0' 15" NB, 3° 20' 13" OL  | 86844   | Vrijstaande eengezinswoning in tuin                                                                                               |
| Vrijstaande eengezinswoning in tuin                                                                                               |                  |                       | Tielt            | Rozeboomlaan 32               | 51° 0' 16" NB, 3° 20' 14" OL  | 86845   | Vrijstaande eengezinswoning in tuin                                                                                               |
| 't Lijsterhof, hoeve |                  |                       | Tielt            | Ruiseleedsesteenweg 36        | 51° 0' 36" NB, 3° 21' 18" OL  | 86846   | 't Lijsterhof, hoeve |
| 't Stocktbos, achterin gelegen hoeve                                                                                              |                  |                       | Tielt            | Ruiseleedsesteenweg 38        | 51° 0' 45" NB, 3° 21' 27" OL  | 86847   | 't Stocktbos, achterin gelegen hoeve                                                                                              |
| Klooster- en schoolcomplex van de Zusters van het Geloof                                                                          |                  |                       | Tielt            | Ruiseleedsesteenweg 42        | 51° 0' 40" NB, 3° 21' 37" OL  | 86848   | Klooster- en schoolcomplex van de Zusters van het Geloof                                                                          |
| Kapelletje van aan de Boekboom |                  |                       | Tielt            | Ruiseleedsesteenweg           | 51° 0' 39" NB, 3° 21' 40" OL  | 86849   | Kapelletje van aan de Boekboom |
| Dieper gelegen gekoppelde boerenarbeidershuizen                                                                                   |                  |                       | Tielt            | Ruiseleedsesteenweg 72-74     | 51° 0' 57" NB, 3° 21' 59" OL  | 86850   | Dieper gelegen gekoppelde boerenarbeidershuizen                                                                                   |
| Herberg Den Ondank |                  |                       | Tielt            | Ruiseleedsesteenweg 85        | 51° 0' 56" NB, 3° 22' 2" OL   | 86851   | Herberg Den Ondank |
| Eenlaagsbebouwing |                  |                       | Tielt            | Schuiferskapelsesteenweg 4-10 | 51° 0' 21" NB, 3° 19' 35" OL  | 86852   | Eenlaagsbebouwing |
| Hoevetje |                  |                       | Tielt            | Schuiferskapelsesteenweg 23   | 51° 0' 27" NB, 3° 19' 38" OL  | 86853   | Hoevetje |
| Achterin gelegen gaaf bewaard hoevetje                                                                                            |                  |                       | Tielt            | Schuiferskapelsesteenweg 35   | 51° 0' 43" NB, 3° 19' 49" OL  | 86854   | Achterin gelegen gaaf bewaard hoevetje                                                                                            |
| Interbellumhoeve langsheen landwegel                                                                                              |                  |                       | Tielt            | Schuiferskapelsesteenweg 72   | 51° 1' 14" NB, 3° 19' 52" OL  | 86855   | Interbellumhoeve langsheen landwegel                                                                                              |
| Latexco Academy, bedrijfsgebouwen met schuimrubberfabriek                                                                         |                  |                       | Tielt            | Sint-Amandstraat 7            | 50° 58' 23" NB, 3° 19' 13" OL | 86856   | Latexco Academy, bedrijfsgebouwen met schuimrubberfabriek                                                                         |
| Historische hoeve |                  |                       | Tielt            | Sint-Amandstraat 10           | 50° 58' 3" NB, 3° 21' 7" OL   | 86857   | Historische hoeve |
| Onze-Lieve-Vrouwkapel |                  |                       | Tielt            | Sint-Amandstraat              | 50° 58' 23" NB, 3° 19' 50" OL | 86858   | Onze-Lieve-Vrouwkapel |
| Historische hoeve 't Leen Ten Damme                                                                                               |                  |                       | Tielt            | Sint-Amandstraat 19           | 50° 58' 11" NB, 3° 20' 30" OL | 86859   | Historische hoeve 't Leen Ten Damme                                                                                               |
| Gerenoveerd interbellumhoevetje                                                                                                   |                  |                       | Tielt            | Sint-Amandstraat 29           | 50° 57' 59" NB, 3° 20' 55" OL | 86860   | Gerenoveerd interbellumhoevetje                                                                                                   |
| Neoclassicistisch winkelpand |                  |                       | Tielt            | Sint-Janstraat 3              | 51° 0' 1" NB, 3° 19' 42" OL   | 86861   | Neoclassicistisch winkelpand |
| Interbellumwinkelpand |                  |                       | Tielt            | Sint-Janstraat 20             | 51° 0' 3" NB, 3° 19' 43" OL   | 86862   | Interbellumwinkelpand |
| Interbellumwinkelpand |                  |                       | Tielt            | Sint-Janstraat 21             | 51° 0' 3" NB, 3° 19' 45" OL   | 86863   | Interbellumwinkelpand |
| Woonhuis |                  |                       | Tielt            | Sint-Janstraat 25             | 51° 0' 3" NB, 3° 19' 46" OL   | 86864   | Woonhuis |
| Laatclassicistisch herenhuis |                  |                       | Tielt            | Sint-Janstraat 36             | 51° 0' 5" NB, 3° 19' 45" OL   | 86865   | Laatclassicistisch herenhuis |
| Laatclassicistisch handelshuis gebouwd samen met bijhorende suikerdrogerij                                                        |                  |                       | Tielt            | Sint-Janstraat 37             | 51° 0' 4" NB, 3° 19' 48" OL   | 86866   | Laatclassicistisch handelshuis gebouwd samen met bijhorende suikerdrogerij                                                        |
| Woonhuis |                  |                       | Tielt            | Sint-Janstraat 40             | 51° 0' 6" NB, 3° 19' 47" OL   | 86867   | Woonhuis |
| Neoclassicistisch herenhuis |                  |                       | Tielt            | Sint-Janstraat 42             | 51° 0' 6" NB, 3° 19' 48" OL   | 86868   | Neoclassicistisch herenhuis |
| Eenlaagsbebouwing van werkmanshuisjes                                                                                             |                  |                       | Tielt            | Sint-Janstraat 45-47          | 51° 0' 5" NB, 3° 19' 49" OL   | 86869   | Eenlaagsbebouwing van werkmanshuisjes                                                                                             |
| Neoclassicistisch woonhuis |                  |                       | Tielt            | Sint-Janstraat 53             | 51° 0' 5" NB, 3° 19' 50" OL   | 86870   | Neoclassicistisch woonhuis |
| Neoclassicistisch woonhuis |                  |                       | Tielt            | Sint-Janstraat 77             | 51° 0' 6" NB, 3° 19' 54" OL   | 86871   | Neoclassicistisch woonhuis |
| Interbellumvilla met annex en achterliggend bijgebouw                                                                             |                  |                       | Tielt            | Sint-Janstraat 97             | 51° 0' 7" NB, 3° 19' 57" OL   | 86872   | Interbellumvilla met annex en achterliggend bijgebouw                                                                             |
| Vrijstaande woning in omhaagde tuin                                                                                               |                  |                       | Tielt            | Sint-Janstraat 138            | 51° 0' 14" NB, 3° 20' 11" OL  | 86873   | Vrijstaande woning in omhaagde tuin                                                                                               |
| Hoeve gelegen aan de zuidoostzijde van de Sint-Pieterswegel                                                                       |                  |                       | Tielt            | Sint-Martenstraat 11          | 50° 58' 25" NB, 3° 20' 41" OL | 86874   | Hoeve gelegen aan de zuidoostzijde van de Sint-Pieterswegel                                                                       |
| Onze-Lieve-Vrouwekapelletje |                  |                       | Tielt            | Sint-Martenstraat             | 50° 58' 23" NB, 3° 21' 17" OL | 86875   | Onze-Lieve-Vrouwekapelletje |
| Hoekpand |                  |                       | Tielt            | Sint-Michielstraat 1          | 50° 59' 50" NB, 3° 19' 18" OL | 86876   | Hoekpand |
| Cultureel Centrum Gildhof |                  |                       | Tielt            | Sint-Michielstraat 9          | 50° 59' 49" NB, 3° 19' 18" OL | 86877   | Cultureel Centrum Gildhof |
| Samenstel van twee interbellumwoningen in spiegelbeeldschema                                                                      |                  |                       | Tielt            | Sint-Michielstraat 38-40      | 50° 59' 48" NB, 3° 19' 24" OL | 86878   | Samenstel van twee interbellumwoningen in spiegelbeeldschema                                                                      |
| Interbellumpand |                  |                       | Tielt            | Sint-Michielstraat 42         | 50° 59' 48" NB, 3° 19' 25" OL | 86879   | Interbellumpand |
| Architectenwoning |                  |                       | Tielt            | Sint-Michielstraat 53         | 50° 59' 46" NB, 3° 19' 24" OL | 86880   | Architectenwoning |
| Gedenkplaat |                  |                       | Tielt            | Sint-Michielstraat 61         | 50° 59' 44" NB, 3° 19' 25" OL | 86881   | Gedenkplaat |
| Gevelkapelletje met beeldje van Onze-Lieve-Vrouw en gedenksteen                                                                   |                  |                       | Tielt            | Sint-Michielstraat            | 50° 59' 45" NB, 3° 19' 26" OL | 86882   | Gevelkapelletje met beeldje van Onze-Lieve-Vrouw en gedenksteen                                                                   |
| Voormalige herberg |                  |                       | Tielt            | Sint-Michielstraat 88         | 50° 59' 43" NB, 3° 19' 29" OL | 86883   | Voormalige herberg |
| Interbellumwoning |                  |                       | Tielt            | Sint-Michielstraat 92         | 50° 59' 42" NB, 3° 19' 30" OL | 86884   | Interbellumwoning |
| In oorsprong 19de-eeuwse woning                                                                                                   |                  |                       | Tielt            | Sint-Michielstraat 121        | 50° 59' 41" NB, 3° 19' 29" OL | 86885   | In oorsprong 19de-eeuwse woning                                                                                                   |
| In oorsprong twee 19de-eeuwse woningen                                                                                            |                  |                       | Tielt            | Sint-Michielstraat 123-125    | 50° 59' 41" NB, 3° 19' 29" OL | 86886   | In oorsprong twee 19de-eeuwse woningen                                                                                            |
| Eclectisch burgerhuis, thans café-bistro Belle Epoque                                                                             |                  |                       | Tielt            | Stationsberm 2                | 50° 59' 26" NB, 3° 19' 43" OL | 86887   | Eclectisch burgerhuis, thans café-bistro Belle Epoque                                                                             |
| Eclectisch burgerhuis |                  |                       | Tielt            | Stationsberm 5                | 50° 59' 26" NB, 3° 19' 42" OL | 86888   | Eclectisch burgerhuis |
| Eclectisch burgerhuis |                  |                       | Tielt            | Stationsberm 6                | 50° 59' 26" NB, 3° 19' 42" OL | 86889   | Eclectisch burgerhuis |
| Voormalige loods van de spoorweg, tussen de spoorweg en de Jacobus Vergauwenstraat                                                |                  |                       | Tielt            | Stationsberm                  | 50° 59' 20" NB, 3° 19' 32" OL | 86890   | Voormalige loods van de spoorweg, tussen de spoorweg en de Jacobus Vergauwenstraat                                                |
| Spoorwegstation |                  |                       | Tielt            | Stationsplein 16              | 50° 59' 26" NB, 3° 19' 46" OL | 86891   | Spoorwegstation |
| Onze-Lieve-Vrouwekerk |                  |                       | Tielt            | Stationstraat 2               | 50° 59' 39" NB, 3° 19' 35" OL | 86892   | Onze-Lieve-Vrouwekerk |
| Voormalig Feestpaleis |                  |                       | Tielt            | Stationstraat 6               | 50° 59' 38" NB, 3° 19' 35" OL | 86893   | Voormalig Feestpaleis |
| Voormalige cinema Movy met café                                                                                                   |                  |                       | Tielt            | Stationstraat 25              | 50° 59' 36" NB, 3° 19' 33" OL | 86894   | Voormalige cinema Movy met café                                                                                                   |
| Imposante villa gelegen op een heuveltje met grote ommuurde tuin                                                                  |                  |                       | Tielt            | Stationstraat 40              | 50° 59' 33" NB, 3° 19' 40" OL | 86895   | Imposante villa gelegen op een heuveltje met grote ommuurde tuin                                                                  |
| Hoger gelegen interbellumvilla in tuin                                                                                            |                  |                       | Tielt            | Stationstraat 52              | 50° 59' 31" NB, 3° 19' 42" OL | 86896   | Hoger gelegen interbellumvilla in tuin                                                                                            |
| Samenstel van twee handels- en appartementsgebouwen                                                                               |                  |                       | Tielt            | Stationstraat 57-59           | 50° 59' 33" NB, 3° 19' 37" OL | 86897   | Samenstel van twee handels- en appartementsgebouwen                                                                               |
| Voormalige dokterswoning |                  |                       | Tielt            | Stationstraat 58              | 50° 59' 31" NB, 3° 19' 44" OL | 86898   | Voormalige dokterswoning |
| Samenstel van twee handels- en appartementsgebouwen in art-decostijl                                                              |                  |                       | Tielt            | Stationstraat 63              | 50° 59' 33" NB, 3° 19' 37" OL | 86899   | Samenstel van twee handels- en appartementsgebouwen in art-decostijl                                                              |
| Half vrijstaand woonhuis met achterliggende magazijnen                                                                            |                  |                       | Tielt            | Stationstraat 66              | 50° 59' 29" NB, 3° 19' 44" OL | 86900   | Half vrijstaand woonhuis met achterliggende magazijnen                                                                            |
| Villa Clémence, eclectisch burgerhuis                                                                                             |                  |                       | Tielt            | Stationstraat 71              | 50° 59' 32" NB, 3° 19' 39" OL | 86901   | Villa Clémence, eclectisch burgerhuis                                                                                             |
| Resterend pand van twee woonhuizen                                                                                                |                  |                       | Tielt            | Stationstraat 73              | 50° 59' 32" NB, 3° 19' 39" OL | 86902   | Resterend pand van twee woonhuizen                                                                                                |
| Voormalig Hotel de la Boucherie                                                                                                   |                  |                       | Tielt            | Stationstraat 103             | 50° 59' 28" NB, 3° 19' 42" OL | 86903   | Voormalig Hotel de la Boucherie                                                                                                   |
| Molensteen |                  |                       | Tielt            | Stedemolenstraat              | 50° 59' 49" NB, 3° 19' 14" OL | 86904   | Molensteen |
| Zonnewijzer |                  |                       | Tielt            | Stedemolenstraat              | 50° 59' 49" NB, 3° 19' 13" OL | 86905   | Zonnewijzer |
| Wijkkapel op straathoek en aangebouwd tegen woning nr. 19                                                                         |                  |                       | Tielt            | Stedemolenstraat              | 50° 59' 49" NB, 3° 19' 15" OL | 86906   | Wijkkapel op straathoek en aangebouwd tegen woning nr. 19                                                                         |
| samenstel van twee interbellumwoningen in art-decostijl                                                                           |                  |                       | Tielt            | Stedemolenstraat 4-6          | 50° 59' 50" NB, 3° 19' 17" OL | 86907   | samenstel van twee interbellumwoningen in art-decostijl                                                                           |
| Eenlaagswoning, onderdeel van eenheidsbebouwing                                                                                   |                  |                       | Tielt            | Stedemolenstraat 13           | 50° 59' 50" NB, 3° 19' 15" OL | 86908   | Eenlaagswoning, onderdeel van eenheidsbebouwing                                                                                   |
| Watertoren |                  |                       | Tielt            | Stedemolenstraat 23           | 50° 59' 49" NB, 3° 19' 9" OL  | 86909   | Watertoren |
| Woonhuis opgetrokken in opdracht van de Maatschappij van Nationale Waterleidingen                                                 |                  |                       | Tielt            | Stedemolenstraat 25           | 50° 59' 48" NB, 3° 19' 10" OL | 86910   | Woonhuis opgetrokken in opdracht van de Maatschappij van Nationale Waterleidingen                                                 |
| Half vrijstaand woonhuis |                  |                       | Tielt            | Stedemolenstraat 39           | 50° 59' 48" NB, 3° 19' 6" OL  | 86911   | Half vrijstaand woonhuis |
| Eengezinswoning in omhaagde tuin                                                                                                  |                  |                       | Tielt            | Steenovenstraat 8             | 50° 59' 43" NB, 3° 19' 19" OL | 86912   | Eengezinswoning in omhaagde tuin                                                                                                  |
| Vrijstaand woonhuis in modernistische stijl                                                                                       |                  |                       | Tielt            | Steenstraat 13                | 50° 59' 48" NB, 3° 19' 37" OL | 86913   | Vrijstaand woonhuis in modernistische stijl                                                                                       |
| Half vrijstaand woonhuis |                  |                       | Tielt            | Steenstraat 16                | 50° 59' 49" NB, 3° 19' 39" OL | 86914   | Half vrijstaand woonhuis |
| Half vrijstaand woonhuis |                  |                       | Tielt            | Steenstraat 18                | 50° 59' 48" NB, 3° 19' 40" OL | 86915   | Half vrijstaand woonhuis |
| Eenlaagsbebouwing |                  |                       | Tielt            | Stoktmolenstraat 15-31        | 50° 59' 40" NB, 3° 19' 43" OL | 86916   | Eenlaagsbebouwing |
| Eenlagig woonhuis |                  |                       | Tielt            | Stoopsmolenweg 10             | 50° 59' 55" NB, 3° 20' 29" OL | 86917   | Eenlagig woonhuis |
| Onze-Lieve-Vrouwkapel |                  |                       | Tielt            | Sint-Amandstraat              | 50° 58' 13" NB, 3° 20' 33" OL | 86918   | Onze-Lieve-Vrouwkapel |
| Vrijstaande eengezinswoning in bungalowstijl                                                                                      |                  |                       | Tielt            | Torhoutstraat 7               | 51° 0' 54" NB, 3° 17' 27" OL  | 86919   | Vrijstaande eengezinswoning in bungalowstijl                                                                                      |
| Handelspand |                  |                       | Tielt            | Tramstraat 1                  | 51° 0' 2" NB, 3° 19' 39" OL   | 86920   | Handelspand |
| Voormalige herberg De Tramstatie                                                                                                  |                  |                       | Tielt            | Tramstraat 4                  | 51° 0' 4" NB, 3° 19' 39" OL   | 86921   | Voormalige herberg De Tramstatie                                                                                                  |
| Eclectische burgerhuizen |                  |                       | Tielt            | Tramstraat 5-7                | 51° 0' 3" NB, 3° 19' 40" OL   | 86922   | Eclectische burgerhuizen |
| Neoclassicistisch burgerhuis |                  |                       | Tielt            | Tramstraat 22                 | 51° 0' 7" NB, 3° 19' 41" OL   | 86923   | Neoclassicistisch burgerhuis |
| Eenlaagswoning |                  |                       | Tielt            | Tramstraat 27                 | 51° 0' 6" NB, 3° 19' 46" OL   | 86924   | Eenlaagswoning |
| Vredespark |                  |                       | Tielt            | Tramstraat                    | 51° 0' 9" NB, 3° 19' 46" OL   | 86925   | Vredespark |
| Wegkruis op sokkel met Christusbeeld                                                                                              |                  |                       | Tielt            | Vijfpachtgoenstraat           | 51° 1' 16" NB, 3° 17' 45" OL  | 86926   | Wegkruis op sokkel met Christusbeeld                                                                                              |
| Hoeve |                  |                       | Tielt            | Vijfpachtgoenstraat 14        | 51° 0' 53" NB, 3° 18' 30" OL  | 86927   | Hoeve |
| Hoeve |                  |                       | Tielt            | Vijfpachtgoenstraat 27        | 51° 1' 18" NB, 3° 17' 41" OL  | 86928   | Hoeve |
| Hoevetje gelegen tegen de grens met Pittem                                                                                        |                  |                       | Tielt            | Vijfpachtgoenstraat 33        | 51° 1' 22" NB, 3° 17' 37" OL  | 86929   | Hoevetje gelegen tegen de grens met Pittem                                                                                        |
| Onze-Lieve-Vrouwekapelletje |                  |                       | Tielt            | Vijfpachtgoenstraat           | 51° 1' 9" NB, 3° 17' 53" OL   | 86930   | Onze-Lieve-Vrouwekapelletje |
| Laatclassicistisch herenhuis |                  |                       | Tielt            | Vijverstraat 1-3              | 50° 59' 54" NB, 3° 19' 45" OL | 86931   | Laatclassicistisch herenhuis |
| Gevelnis met kruisbeeld en gedenkplaat                                                                                            |                  |                       | Tielt            | Vijverstraat 4                | 50° 59' 56" NB, 3° 19' 44" OL | 86933   | Gevelnis met kruisbeeld en gedenkplaat                                                                                            |
| Restant van eenlaagsbebouwing |                  |                       | Tielt            | Vijverstraat 24-26            | 50° 59' 58" NB, 3° 19' 45" OL | 86934   | Restant van eenlaagsbebouwing |
| Modernistisch hoekpand |                  |                       | Tielt            | Volderstraat 16A              | 50° 59' 49" NB, 3° 19' 16" OL | 86935   | Modernistisch hoekpand |
| Gerenoveerd woonhuis met achterliggende tuin                                                                                      |                  |                       | Tielt            | Volderstraat 29               | 50° 59' 47" NB, 3° 19' 15" OL | 86936   | Gerenoveerd woonhuis met achterliggende tuin                                                                                      |
| Half vrijstaand interbellumwoonhuis                                                                                               |                  |                       | Tielt            | Volderstraat 37               | 50° 59' 47" NB, 3° 19' 17" OL | 86937   | Half vrijstaand interbellumwoonhuis                                                                                               |
| Historische hoeve Gruuthuse |                  |                       | Tielt            | Wakkensesteenweg 16           | 50° 58' 53" NB, 3° 20' 40" OL | 86938   | Historische hoeve Gruuthuse |
| Gerenoveerde hoeve met lange erfoprit                                                                                             |                  |                       | Tielt            | Wakkensesteenweg 18           | 50° 58' 40" NB, 3° 21' 11" OL | 86939   | Gerenoveerde hoeve met lange erfoprit                                                                                             |
| Voormalige herberg Gruuthuyse |                  |                       | Tielt            | Wakkensesteenweg 31           | 50° 59' 8" NB, 3° 20' 19" OL  | 86940   | Voormalige herberg Gruuthuyse |
| Voormalige weverij Joseph Van Haute en Franz Impe                                                                                 |                  |                       | Tielt            | Tramstraat 31                 | 51° 0' 7" NB, 3° 19' 48" OL   | 86941   | Voormalige weverij Joseph Van Haute en Franz Impe                                                                                 |
| Hoeve gelegen langsheen de Moordhoekstraat                                                                                        |                  |                       | Tielt            | Wakkensesteenweg 51           | 50° 58' 34" NB, 3° 20' 53" OL | 86942   | Hoeve gelegen langsheen de Moordhoekstraat                                                                                        |
| Hoeve met wijd uit elkaar staande parallelle bestanddelen                                                                         |                  |                       | Tielt            | Wakkensesteenweg 55           | 50° 58' 30" NB, 3° 21' 5" OL  | 86943   | Hoeve met wijd uit elkaar staande parallelle bestanddelen                                                                         |
| Hoeve naar verluidt De Potschietere of De Potgieters                                                                              |                  |                       | Tielt            | Wakkensesteenweg 81           | 50° 58' 10" NB, 3° 21' 31" OL | 86944   | Hoeve naar verluidt De Potschietere of De Potgieters                                                                              |
| Onze-Lieve-Vrouwekapel |                  |                       | Tielt            | Wakkensesteenweg              | 50° 57' 56" NB, 3° 21' 39" OL | 86945   | Onze-Lieve-Vrouwekapel |
| Hoeve |                  |                       | Tielt            | Willekomstraat 2              | 51° 1' 52" NB, 3° 18' 2" OL   | 86946   | Hoeve |
| Historische, gedeeltelijk omwalde hoeve Willekomme                                                                                |                  |                       | Tielt            | Willekomstraat 5              | 51° 1' 43" NB, 3° 17' 39" OL  | 86947   | Historische, gedeeltelijk omwalde hoeve Willekomme                                                                                |
| Vrijstaande eengezinswoning in omhaagde tuin                                                                                      |                  |                       | Tielt            | Wingensesteenweg 2            | 51° 0' 14" NB, 3° 19' 22" OL  | 86948   | Vrijstaande eengezinswoning in omhaagde tuin                                                                                      |
| Twee boomkapelletjes aan de lindebomen bij de oprit naar hoeve nr. 51                                                             |                  |                       | Tielt            | Wingensesteenweg              | 51° 0' 30" NB, 3° 19' 12" OL  | 86949   | Twee boomkapelletjes aan de lindebomen bij de oprit naar hoeve nr. 51                                                             |
| Boomkapelletje geplaatst door de bewoners van De Kannebank                                                                        |                  |                       | Tielt            | Wingensesteenweg              | 51° 0' 41" NB, 3° 19' 3" OL   | 86950   | Boomkapelletje geplaatst door de bewoners van De Kannebank                                                                        |
| Eclectisch burgerhuis |                  |                       | Tielt            | Wingensesteenweg 90           | 51° 0' 48" NB, 3° 18' 51" OL  | 86951   | Eclectisch burgerhuis |
| Gietijzeren wegkruis |                  |                       | Tielt            | Wingensesteenweg              | 51° 1' 1" NB, 3° 18' 35" OL   | 86952   | Gietijzeren wegkruis |
| Hoekpand met voormalige smidse |                  |                       | Tielt            | Wingensesteenweg 130          | 51° 1' 52" NB, 3° 18' 12" OL  | 86953   | Hoekpand met voormalige smidse |
| Woonhuis met voormalige herberg De Kroon                                                                                          |                  |                       | Tielt            | Wingensesteenweg 142-144      | 51° 1' 60" NB, 3° 18' 13" OL  | 86954   | Woonhuis met voormalige herberg De Kroon                                                                                          |
| Willekommekapel |                  |                       | Tielt            | Wingensesteenweg              | 51° 1' 60" NB, 3° 18' 16" OL  | 86955   | Willekommekapel |
| Achterin gelegen villa Sneeuwwitje                                                                                                |                  |                       | Tielt            | Wittestraat 17                | 50° 59' 28" NB, 3° 19' 23" OL | 86956   | Achterin gelegen villa Sneeuwwitje                                                                                                |
| Woonhuis |                  |                       | Tielt            | Wittestraat 21                | 50° 59' 27" NB, 3° 19' 23" OL | 86957   | Woonhuis |
| Resterend gebouwencomplex van de gasfabriek of het gasgesticht                                                                    |                  |                       | Tielt            | Wittestraat 100-102           | 50° 59' 19" NB, 3° 19' 25" OL | 86958   | Resterend gebouwencomplex van de gasfabriek of het gasgesticht                                                                    |
| Poelbergmolen | Monument         |                       | Tielt            | Woestijnbosstraat             | 50° 58' 53" NB, 3° 21' 51" OL | 86959   | Poelbergmolen |
| Hoeve | dorpsgezicht     |                       | Tielt            | Woestijnbosstraat 4           | 50° 58' 54" NB, 3° 21' 49" OL | 86960   | Hoeve |
| Sint-Martinuskerk, neogotische parochiekerk                                                                                       | toren (monument) |                       | Aarsele          | Aarsele-Dorp                  | 50° 59' 50" NB, 3° 25' 22" OL | 86961   | Sint-Martinuskerk, neogotische parochiekerk                                                                                       |
| Oorlogsgedenkteken voor de militaire en burgerlijke slachtoffers (W.O.I - W.O.II)                                                 |                  |                       | Aarsele          | Aarsele-Dorp                  | 50° 59' 50" NB, 3° 25' 22" OL | 86962   | Oorlogsgedenkteken voor de militaire en burgerlijke slachtoffers (W.O.I - W.O.II)                                                 |
| Neoclassicistische dorpswoning |                  |                       | Aarsele          | Aarsele-Dorp 13               | 50° 59' 48" NB, 3° 25' 23" OL | 86963   | Neoclassicistische dorpswoning |
| Dorpswoning, voormalige herberg In de Pluim                                                                                       |                  |                       | Aarsele          | Aarsele-Dorp 14               | 50° 59' 48" NB, 3° 25' 21" OL | 86964   | Dorpswoning, voormalige herberg In de Pluim                                                                                       |
| Vrijstaande woning in modernistische stijl                                                                                        |                  |                       | Aarsele          | Aarselestraat 1               | 50° 59' 46" NB, 3° 25' 20" OL | 86965   | Vrijstaande woning in modernistische stijl                                                                                        |
| Voormalig gemeentehuis van Aarsele, voorheen Villa Zonnestraal                                                                    |                  |                       | Aarsele          | Aarselestraat 4               | 50° 59' 44" NB, 3° 25' 16" OL | 86966   | Voormalig gemeentehuis van Aarsele, voorheen Villa Zonnestraal                                                                    |
| Laat-classicistisch herenhuis |                  |                       | Aarsele          | Aarselestraat 18              | 50° 59' 42" NB, 3° 25' 17" OL | 86967   | Laat-classicistisch herenhuis |
| Eenlagige dorpswoning |                  |                       | Aarsele          | Aarselestraat 22              | 50° 59' 41" NB, 3° 25' 17" OL | 86968   | Eenlagige dorpswoning |
| Eenlagige dorpswoning |                  |                       | Aarsele          | Aarselestraat 26              | 50° 59' 40" NB, 3° 25' 17" OL | 86969   | Eenlagige dorpswoning |
| Art-decowoning met autobergplaats                                                                                                 |                  |                       | Aarsele          | Aarselestraat 27              | 50° 59' 41" NB, 3° 25' 21" OL | 86970   | Art-decowoning met autobergplaats                                                                                                 |
| Molenaarshuis van de voormalige Van Parijs Molen of Bearelles Molen                                                               |                  |                       | Aarsele          | Aarselestraat 39              | 50° 59' 38" NB, 3° 25' 20" OL | 86971   | Molenaarshuis van de voormalige Van Parijs Molen of Bearelles Molen                                                               |
| Neoclassicistisch samenstel van twee burgerwoningen                                                                               |                  |                       | Aarsele          | Aarselestraat 40-42           | 50° 59' 36" NB, 3° 25' 15" OL | 86972   | Neoclassicistisch samenstel van twee burgerwoningen                                                                               |
| Sint-Antoniuskapel |                  |                       | Aarsele          | Aarselestraat                 | 50° 59' 36" NB, 3° 25' 17" OL | 86973   | Sint-Antoniuskapel |
| Voormalige brouwerswoning met brouwerij in neoclassicistische stijl                                                               |                  |                       | Aarsele          | Aarselestraat 41              | 50° 59' 37" NB, 3° 25' 19" OL | 86974   | Voormalige brouwerswoning met brouwerij in neoclassicistische stijl                                                               |
| Dorpswoning |                  |                       | Aarsele          | Aarselestraat 56              | 50° 59' 32" NB, 3° 25' 15" OL | 86975   | Dorpswoning |
| Hoeve, bestaande uit naast elkaar gelegen hoevegebouwen                                                                           |                  |                       | Aarsele          | Appelstraat 3                 | 50° 59' 4" NB, 3° 24' 50" OL  | 86976   | Hoeve, bestaande uit naast elkaar gelegen hoevegebouwen                                                                           |
| Interbellumvilla |                  |                       | Aarsele          | Appelstraat 4                 | 50° 59' 2" NB, 3° 24' 47" OL  | 86977   | Interbellumvilla |
| Woonhuis |                  |                       | Aarsele          | Appelstraat 6                 | 50° 59' 3" NB, 3° 24' 44" OL  | 86978   | Woonhuis |
| Kapel Heilige Familie |                  |                       | Aarsele          | Appelstraat                   | 50° 59' 2" NB, 3° 24' 44" OL  | 86979   | Kapel Heilige Familie |
| Kruiskapel |                  |                       | Aarsele          | Appelstraat                   | 50° 58' 54" NB, 3° 24' 21" OL | 86980   | Kruiskapel |
| Hoeve, bestaande uit twee parallelle volumes                                                                                      |                  |                       | Aarsele          | Appelstraat 23                | 50° 58' 54" NB, 3° 24' 17" OL | 86981   | Hoeve, bestaande uit twee parallelle volumes                                                                                      |
| Hoeve, bestaande uit twee parallelle volumes                                                                                      |                  |                       | Aarsele          | Appelstraat 30                | 50° 58' 56" NB, 3° 23' 55" OL | 86982   | Hoeve, bestaande uit twee parallelle volumes                                                                                      |
| Onze-Lieve-Vrouwekapel | dorpsgezicht     |                       | Aarsele          | Artemeersstraat               | 51° 0' 56" NB, 3° 26' 50" OL  | 86983   | Onze-Lieve-Vrouwekapel |
| Historische hoeve Hof van Balsberghe of Goed ten Baelberghe                                                                       |                  |                       | Aarsele          | Baalbergstraat 4              | 50° 59' 33" NB, 3° 23' 58" OL | 86984   | Historische hoeve Hof van Balsberghe of Goed ten Baelberghe                                                                       |
| Dorpswoning |                  |                       | Aarsele          | Baudeloostraat 1              | 50° 59' 44" NB, 3° 25' 21" OL | 86985   | Dorpswoning |
| Dorpswoning |                  |                       | Aarsele          | Baudeloostraat 37             | 50° 59' 45" NB, 3° 25' 29" OL | 86986   | Dorpswoning |
| Historische hoeve Hof van Baudeloo of Baudeloohoeve                                                                               |                  |                       | Aarsele          | Baudeloostraat 48             | 50° 59' 45" NB, 3° 25' 46" OL | 86987   | Historische hoeve Hof van Baudeloo of Baudeloohoeve                                                                               |
| Onze-Lieve-Vrouwkapel |                  |                       | Aarsele          | Baudeloostraat                | 50° 59' 32" NB, 3° 26' 3" OL  | 86988   | Onze-Lieve-Vrouwkapel |
| Heilige Antoniuskapel |                  |                       | Aarsele          | Baudeloostraat                | 50° 59' 30" NB, 3° 25' 55" OL | 86989   | Heilige Antoniuskapel |
| Hoeve bestaande uit losstaande bestanddelen                                                                                       |                  |                       | Aarsele          | Boonensbosstraat 2            | 51° 0' 19" NB, 3° 26' 12" OL  | 86990   | Hoeve bestaande uit losstaande bestanddelen                                                                                       |
| Hoeve met losstaande bestanddelen rondom een onverhard erf                                                                        |                  |                       | Aarsele          | Boonensbosstraat 3            | 51° 0' 18" NB, 3° 26' 21" OL  | 86991   | Hoeve met losstaande bestanddelen rondom een onverhard erf                                                                        |
| Eenlagig woonhuis |                  |                       | Aarsele          | Boonensbosstraat 8            | 51° 0' 23" NB, 3° 26' 25" OL  | 86992   | Eenlagig woonhuis |
| Hoeve, bestaande uit losstaande hoevegebouwen                                                                                     |                  |                       | Aarsele          | Brabanderstraat 3             | 50° 59' 8" NB, 3° 23' 59" OL  | 86993   | Hoeve, bestaande uit losstaande hoevegebouwen                                                                                     |
| Hoeve |                  |                       | Aarsele          | Dauwbeekstraat 4              | 50° 59' 12" NB, 3° 25' 47" OL | 86994   | Hoeve |
| Eenlaags woonhuis |                  |                       | Aarsele          | Deinsesteenweg 71             | 50° 59' 41" NB, 3° 22' 55" OL | 86995   | Eenlaags woonhuis |
| Vrijstaande eengezinswoning in omhaagde tuin                                                                                      |                  |                       | Aarsele          | Deinsesteenweg 101            | 50° 59' 34" NB, 3° 24' 12" OL | 86996   | Vrijstaande eengezinswoning in omhaagde tuin                                                                                      |
| Achitectenwoning |                  |                       | Aarsele          | Deinsesteenweg 103            | 50° 59' 34" NB, 3° 24' 14" OL | 86997   | Achitectenwoning |
| Eenlaags woonhuis, voormalige herberg                                                                                             |                  |                       | Aarsele          | Deinsesteenweg 105            | 50° 59' 34" NB, 3° 24' 19" OL | 86998   | Eenlaags woonhuis, voormalige herberg                                                                                             |
| Rij eind-18de- of vroeg-19de-eeuwse eenlaagsbebouwing                                                                             |                  |                       | Aarsele          | Deinsesteenweg 117-119        | 50° 59' 32" NB, 3° 24' 43" OL | 86999   | Rij eind-18de- of vroeg-19de-eeuwse eenlaagsbebouwing                                                                             |
| Burgerwoning |                  |                       | Aarsele          | Deinsesteenweg 129            | 50° 59' 32" NB, 3° 24' 51" OL | 87000   | Burgerwoning |
| Burgerwoning |                  |                       | Aarsele          | Deinsesteenweg 153            | 50° 59' 30" NB, 3° 25' 7" OL  | 87001   | Burgerwoning |
| Eenlaagse woningen |                  |                       | Aarsele          | Deinsesteenweg 204-206        | 50° 59' 33" NB, 3° 24' 44" OL | 87002   | Eenlaagse woningen |
| Eenlaagse woning |                  |                       | Aarsele          | Deinsesteenweg 212            | 50° 59' 35" NB, 3° 24' 45" OL | 87003   | Eenlaagse woning |
| Kapel Heilig Hart |                  |                       | Aarsele          | Deinsesteenweg                | 50° 59' 31" NB, 3° 25' 9" OL  | 87004   | Kapel Heilig Hart |
| Laatclassicistische burgerwoning met restanten van bijhorende fabrieksgebouwen                                                    |                  |                       | Aarsele          | Deinsesteenweg 244            | 50° 59' 31" NB, 3° 25' 11" OL | 87005   | Laatclassicistische burgerwoning met restanten van bijhorende fabrieksgebouwen                                                    |
| Eenlagig woonhuis |                  |                       | Aarsele          | Deinsesteenweg 282            | 50° 59' 29" NB, 3° 25' 52" OL | 87006   | Eenlagig woonhuis |
| Eenlagig woonhuis |                  |                       | Aarsele          | Deinsesteenweg 284            | 50° 59' 29" NB, 3° 25' 53" OL | 87007   | Eenlagig woonhuis |
| Stamboschhoeve |                  |                       | Aarsele          | Donsegemstraat 10             | 51° 0' 39" NB, 3° 26' 48" OL  | 87008   | Stamboschhoeve |
| Onze-Lieve-Vrouwekapelletje |                  |                       | Aarsele          | Donsegemstraat                | 51° 0' 38" NB, 3° 26' 50" OL  | 87009   | Onze-Lieve-Vrouwekapelletje |
| Kapel Pater Pio |                  |                       | Aarsele          | Gavermeersstraat              | 50° 59' 2" NB, 3° 25' 2" OL   | 87010   | Kapel Pater Pio |
| Kleine hoeve |                  |                       | Aarsele          | Gavermeersstraat 3            | 50° 58' 57" NB, 3° 25' 20" OL | 87011   | Kleine hoeve |
| Werkmanswoning |                  |                       | Aarsele          | Gavermeersstraat 9            | 50° 59' 2" NB, 3° 25' 20" OL  | 87012   | Werkmanswoning |
| Hoeve |                  |                       | Aarsele          | Deinsesteenweg 290            | 50° 59' 28" NB, 3° 25' 59" OL | 87013   | Hoeve |
| Kruisbeeld |                  |                       | Aarsele          | Haantjesstraat                | 50° 59' 58" NB, 3° 25' 20" OL | 87014   | Kruisbeeld |
| Kapel Heilige Mutien Marie |                  |                       | Aarsele          | Haantjesstraat                | 51° 0' 0" NB, 3° 25' 17" OL   | 87015   | Kapel Heilige Mutien Marie |
| Hoeve Houthage |                  |                       | Aarsele          | Haantjesstraat 46             | 51° 0' 23" NB, 3° 25' 21" OL  | 87016   | Hoeve Houthage |
| Kleine hoeve Het Neerhof |                  |                       | Aarsele          | Hogenhovestraat 4             | 50° 59' 28" NB, 3° 25' 13" OL | 87017   | Kleine hoeve Het Neerhof |
| Burgerwoning |                  |                       | Aarsele          | Hogenhovestraat 32            | 50° 59' 16" NB, 3° 25' 6" OL  | 87018   | Burgerwoning |
| Hoeve bestaande uit losstaande bestanddelen                                                                                       |                  |                       | Aarsele          | Hogenhovestraat 34            | 50° 59' 16" NB, 3° 25' 6" OL  | 87019   | Hoeve bestaande uit losstaande bestanddelen                                                                                       |
| Onze-Lieve-Vrouwekapel |                  |                       | Aarsele          | Hogenhovestraat               | 50° 59' 15" NB, 3° 25' 8" OL  | 87020   | Onze-Lieve-Vrouwekapel |
| Burgerwoning met bedrijfsgebouwen                                                                                                 |                  |                       | Aarsele          | Hogenhovestraat 36            | 50° 59' 14" NB, 3° 25' 5" OL  | 87021   | Burgerwoning met bedrijfsgebouwen                                                                                                 |
| Dorpswoning en voormalige bakkerij                                                                                                |                  |                       | Aarsele          | Hogenhovestraat 49            | 50° 59' 12" NB, 3° 25' 8" OL  | 87022   | Dorpswoning en voormalige bakkerij                                                                                                |
| Station |                  |                       | Aarsele          | Hogenhovestraat 67            | 50° 59' 4" NB, 3° 25' 7" OL   | 87023   | Station |
| Interbellumwoning met achterliggend atelier                                                                                       |                  |                       | Aarsele          | Hogenhovestraat 78            | 50° 59' 6" NB, 3° 25' 1" OL   | 87024   | Interbellumwoning met achterliggend atelier                                                                                       |
| Neoclassicistisch herenhuis met voormalige dokterspraktijk en 19de-eeuwse parktuin                                                |                  |                       | Aarsele          | Jules Van Ooststraat 2        | 50° 59' 50" NB, 3° 0' 0" OL   | 87025   | Neoclassicistisch herenhuis met voormalige dokterspraktijk en 19de-eeuwse parktuin                                                |
| Eenlagige dorpswoning |                  |                       | Aarsele          | Jules Van Ooststraat 12       | 50° 59' 52" NB, 3° 25' 15" OL | 87026   | Eenlagige dorpswoning |
| Voormalige onderpastorieën, samenstel van twee burgerhuizen met voortuintjes                                                      |                  |                       | Aarsele          | Jules Van Ooststraat 16-18    | 50° 59' 53" NB, 3° 25' 14" OL | 87027   | Voormalige onderpastorieën, samenstel van twee burgerhuizen met voortuintjes                                                      |
| Dorpswoning |                  |                       | Aarsele          | Jules Van Ooststraat 30       | 50° 59' 55" NB, 3° 25' 11" OL | 87028   | Dorpswoning |
| Klooster, kapel en voormalige meisjesschool van de Zusters van het Geloof                                                         |                  |                       | Aarsele          | Jules Van Ooststraat 43       | 50° 59' 57" NB, 3° 25' 13" OL | 87029   | Klooster, kapel en voormalige meisjesschool van de Zusters van het Geloof                                                         |
| Kasseiweg Aarsele-Kanegem | Monument         |                       | Aarsele          | Jules Van Ooststraat          | 51° 0' 20" NB, 3° 24' 40" OL  | 87030   | Upload foto |
| Eenlagige 19de-eeuwse dorpswoning                                                                                                 |                  |                       | Aarsele          | Jules Van Ooststraat 55       | 50° 59' 59" NB, 3° 25' 8" OL  | 87031   | Eenlagige 19de-eeuwse dorpswoning                                                                                                 |
| Notelaerenhoeve of Notelarengoed                                                                                                  |                  |                       | Aarsele          | Kanegemstraat 105             | 51° 0' 16" NB, 3° 22' 41" OL  | 87032   | Notelaerenhoeve of Notelarengoed                                                                                                  |
| Hoeve |                  |                       | Aarsele          | Kanegemstraat 113             | 51° 0' 22" NB, 3° 22' 53" OL  | 87033   | Hoeve |
| Heilige Jozefskapel |                  |                       | Aarsele          | Karmstraat                    | 50° 59' 31" NB, 3° 24' 42" OL | 87034   | Heilige Jozefskapel |
| Eenlaags woonhuis met achterbouw                                                                                                  |                  |                       | Aarsele          | Karmstraat 50                 | 50° 59' 25" NB, 3° 24' 20" OL | 87035   | Eenlaags woonhuis met achterbouw                                                                                                  |
| Kapel Onze-Lieve-Vrouw ter Nood                                                                                                   |                  |                       | Aarsele          | Karmstraat                    | 50° 59' 24" NB, 3° 24' 16" OL | 87036   | Kapel Onze-Lieve-Vrouw ter Nood                                                                                                   |
| Onze-Lieve-Vrouwkapel |                  |                       | Aarsele          | Karmstraat                    | 50° 59' 9" NB, 3° 23' 23" OL  | 87037   | Onze-Lieve-Vrouwkapel |
| Hoeve |                  |                       | Aarsele          | Karmstraat 105                | 50° 58' 59" NB, 3° 23' 15" OL | 87038   | Hoeve |
| Hoeve, gelegen aan de noordzijde van de weg                                                                                       |                  |                       | Aarsele          | Kazernestraat 14              | 51° 0' 33" NB, 3° 25' 41" OL  | 87039   | Hoeve, gelegen aan de noordzijde van de weg                                                                                       |
| Hoeve bestaande uit losstaande hoevegebouwen                                                                                      | dorpsgezicht     |                       | Aarsele          | Kazernestraat 32              | 51° 0' 45" NB, 3° 26' 10" OL  | 87040   | Hoeve bestaande uit losstaande hoevegebouwen                                                                                      |
| Onze-Lieve-Vrouwkapel, gelegen bij de erfoprit van nr. 15                                                                         |                  |                       | Aarsele          | Leen te Ludiekstraat          | 50° 59' 43" NB, 3° 26' 18" OL | 87041   | Onze-Lieve-Vrouwkapel, gelegen bij de erfoprit van nr. 15                                                                         |
| Voormalige 18de-eeuwse eenlaagswoningen                                                                                           |                  |                       | Aarsele          | Meikestraat 11                | 50° 58' 56" NB, 3° 22' 55" OL | 87042   | Voormalige 18de-eeuwse eenlaagswoningen                                                                                           |
| Kasseiweg Kanegem-Aarsele | Monument         |                       | Aarsele          | Neringenstraat                | 51° 0' 11" NB, 3° 24' 50" OL  | 87043   | Upload foto |
| Samenstel van twee woningen |                  |                       | Aarsele          | Neringenstraat 41             | 51° 0' 26" NB, 3° 24' 35" OL  | 87044   | Samenstel van twee woningen |
| Onze-Lieve-Vrouwekapelletje, gelegen tussen twee lindes                                                                           |                  |                       | Aarsele          | Neringenstraat                | 51° 0' 16" NB, 3° 24' 42" OL  | 87045   | Onze-Lieve-Vrouwekapelletje, gelegen tussen twee lindes                                                                           |
| Kleine hoeve gelegen op de flank van de Neringen                                                                                  |                  |                       | Aarsele          | Neringenstraat 55             | 51° 0' 6" NB, 3° 25' 1" OL    | 87046   | Kleine hoeve gelegen op de flank van de Neringen                                                                                  |
| Onze-Lieve-Vrouwkapel of Vandeweghes kapel                                                                                        |                  |                       | Aarsele          | Oude Gentweg                  | 51° 0' 5" NB, 3° 24' 26" OL   | 87047   | Onze-Lieve-Vrouwkapel of Vandeweghes kapel                                                                                        |
| Neoclassicistisch herenhuis, thans opgesplitst in twee woningen                                                                   |                  |                       | Aarsele          | Pastorijstraat 5-7            | 50° 59' 52" NB, 3° 25' 27" OL | 87048   | Neoclassicistisch herenhuis, thans opgesplitst in twee woningen                                                                   |
| Hoeve, bestaande uit losstaande hoevegebouwen                                                                                     |                  |                       | Aarsele          | Poekestraat 25                | 51° 0' 35" NB, 3° 26' 21" OL  | 87049   | Hoeve, bestaande uit losstaande hoevegebouwen                                                                                     |
| Hoeve bestaande uit losstaande bestanddelen                                                                                       |                  |                       | Aarsele          | Poekestraat 36                | 51° 0' 22" NB, 3° 26' 5" OL   | 87050   | Hoeve bestaande uit losstaande bestanddelen                                                                                       |
| Hof ter Scheure |                  |                       | Aarsele          | Processiestraat 28            | 51° 0' 12" NB, 3° 23' 8" OL   | 87051   | Hof ter Scheure |
| Gemeentelijke begraafplaats |                  |                       | Aarsele          | Schoolstraat                  | 50° 59' 54" NB, 3° 25' 5" OL  | 87052   | Gemeentelijke begraafplaats |
| Woning |                  |                       | Aarsele          | Sint-Hubertstraat 3           | 51° 0' 5" NB, 3° 24' 12" OL   | 87053   | Woning |
| Samenstel van twee dorpswoningen                                                                                                  |                  |                       | Aarsele          | Sterrestraat 2-4              | 50° 59' 47" NB, 3° 25' 18" OL | 87054   | Samenstel van twee dorpswoningen                                                                                                  |
| Dorpswoning |                  |                       | Aarsele          | Sterrestraat 8                | 50° 59' 46" NB, 3° 25' 16" OL | 87055   | Dorpswoning |
| Interbellumwoning |                  |                       | Aarsele          | Sterrestraat 13               | 50° 59' 41" NB, 3° 25' 13" OL | 87056   | Interbellumwoning |
| Woning De Brabandere |                  |                       | Aarsele          | Sterrestraat 15               | 50° 59' 41" NB, 3° 25' 11" OL | 87057   | Woning De Brabandere |
| Reconstructie uit 1993 van drie eenlaagshuisjes, kortwoonsten                                                                     | dorpsgezicht     |                       | Aarsele          | Sterrestraat 17-19            | 50° 59' 42" NB, 3° 25' 10" OL | 87058   | Reconstructie uit 1993 van drie eenlaagshuisjes, kortwoonsten                                                                     |
| Dorpswoningen |                  |                       | Aarsele          | Sterrestraat 20-22            | 50° 59' 45" NB, 3° 25' 14" OL | 87059   | Dorpswoningen |
| Dorpswoning |                  |                       | Aarsele          | Sterrestraat 34               | 50° 59' 44" NB, 3° 25' 11" OL | 87060   | Dorpswoning |
| Interbellumwoning |                  |                       | Aarsele          | Sterrestraat 46               | 50° 59' 44" NB, 3° 25' 7" OL  | 87061   | Interbellumwoning |
| Hoevetje |                  |                       | Aarsele          | Sterrestraat 54               | 50° 59' 42" NB, 3° 25' 5" OL  | 87062   | Hoevetje |
| Eenlaagse dorpswoning met atelier                                                                                                 |                  |                       | Aarsele          | Sterrestraat 56               | 50° 59' 42" NB, 3° 25' 5" OL  | 87063   | Eenlaagse dorpswoning met atelier                                                                                                 |
| Delmerensmolen of Termotens molen                                                                                                 | Monument         |                       | Aarsele          | Sterrestraat                  | 50° 59' 40" NB, 3° 25' 0" OL  | 87064   | Delmerensmolen of Termotens molen                                                                                                 |
| Dorpswoning |                  |                       | Aarsele          | Sterrestraat 82               | 50° 59' 38" NB, 3° 24' 53" OL | 87065   | Upload foto |
| Dorpswoning met achtergelegen werkhuis                                                                                            |                  |                       | Aarsele          | Vinktstraat 6                 | 50° 59' 52" NB, 3° 25' 23" OL | 87066   | Dorpswoning met achtergelegen werkhuis                                                                                            |
| Dorpswoning |                  |                       | Aarsele          | Vinktstraat 10                | 50° 59' 53" NB, 3° 25' 23" OL | 87067   | Dorpswoning |
| Dorpswoning |                  |                       | Aarsele          | Vinktstraat 21                | 50° 59' 54" NB, 3° 25' 22" OL | 87068   | Dorpswoning |
| Dorpswoning |                  |                       | Aarsele          | Vinktstraat 25                | 50° 59' 53" NB, 3° 25' 22" OL | 87069   | Dorpswoning |
| Dorpswoning |                  |                       | Aarsele          | Vinktstraat 43                | 50° 59' 55" NB, 3° 25' 24" OL | 87070   | Upload foto |
| Eenlaagswoningen, opklimmend tot de tweede helft van de 18de eeuw                                                                 |                  |                       | Aarsele          | Vinktstraat 45-47             | 50° 59' 55" NB, 3° 25' 25" OL | 87071   | Eenlaagswoningen, opklimmend tot de tweede helft van de 18de eeuw                                                                 |
| Muyzenhoeve, met restant van het oude boerenhuis                                                                                  |                  |                       | Aarsele          | Vinktstraat 51                | 50° 59' 56" NB, 3° 25' 27" OL | 87072   | Muyzenhoeve, met restant van het oude boerenhuis                                                                                  |
| Kapel Onze-Lieve-Vrouw van de Vrede                                                                                               |                  |                       | Aarsele          | Vinktstraat                   | 51° 0' 1" NB, 3° 25' 39" OL   | 87073   | Kapel Onze-Lieve-Vrouw van de Vrede                                                                                               |
| Interbellumwoning |                  |                       | Aarsele          | Vinktstraat 103               | 51° 0' 4" NB, 3° 25' 49" OL   | 87074   | Interbellumwoning |
| Woonhuis |                  |                       | Aarsele          | Vinktstraat 123               | 51° 0' 7" NB, 3° 26' 10" OL   | 87075   | Woonhuis |
| Kapel Onze-Lieve-Vrouw van Salette                                                                                                |                  |                       | Aarsele          | Vinktstraat                   | 51° 0' 14" NB, 3° 26' 42" OL  | 87076   | Kapel Onze-Lieve-Vrouw van Salette                                                                                                |
| Hof 't Wallant, historische hoeve                                                                                                 |                  |                       | Aarsele          | Vinktstraat 134               | 51° 0' 9" NB, 3° 26' 45" OL   | 87077   | Hof 't Wallant, historische hoeve                                                                                                 |
| Leeuwenhuis, thans notariswoning en -praktijk                                                                                     |                  |                       | Aarsele          | Vrouwenstraat 10              | 50° 59' 48" NB, 3° 25' 17" OL | 87078   | Leeuwenhuis, thans notariswoning en -praktijk                                                                                     |
| Kleine dorpswoningen |                  |                       | Aarsele          | Waterstraat 2-4               | 50° 59' 47" NB, 3° 25' 23" OL | 87079   | Kleine dorpswoningen |
| Kleine dorpswoningen |                  |                       | Aarsele          | Waterstraat 6-8               | 50° 59' 47" NB, 3° 25' 23" OL | 87080   | Kleine dorpswoningen |
| Dorpswoning |                  |                       | Aarsele          | Waterstraat 9                 | 50° 59' 47" NB, 3° 25' 25" OL | 87081   | Dorpswoning |
| Hoeve, bestaande uit losstaande hoevegebouwen                                                                                     |                  |                       | Aarsele          | Westhoekstraat 25             | 50° 59' 47" NB, 3° 24' 15" OL | 87082   | Hoeve, bestaande uit losstaande hoevegebouwen                                                                                     |
| Dorpswoning |                  |                       | Aarsele          | Wontergemstraat 5             | 50° 59' 13" NB, 3° 25' 11" OL | 87083   | Dorpswoning |
| Den Ast, cichoreidrogerij |                  |                       | Aarsele          | Wontergemstraat 6             | 50° 59' 10" NB, 3° 25' 12" OL | 87084   | Den Ast, cichoreidrogerij |
| Interbellumwoning |                  |                       | Aarsele          | Wontergemstraat 11            | 50° 59' 15" NB, 3° 25' 15" OL | 87085   | Interbellumwoning |
| Eenlaagswoning |                  |                       | Aarsele          | Wontergemstraat 15            | 50° 59' 15" NB, 3° 25' 16" OL | 87086   | Eenlaagswoning |
| Wegkapel toegewijd aan Onze-Lieve-Vrouw, geflankeerd door twee linden                                                             |                  |                       | Kanegem          | Aarselekapellestraat          | 51° 0' 28" NB, 3° 23' 56" OL  | 87087   | Wegkapel toegewijd aan Onze-Lieve-Vrouw, geflankeerd door twee linden                                                             |
| Hoeve |                  |                       | Kanegem          | Aarselekapellestraat 27       | 51° 0' 26" NB, 3° 23' 60" OL  | 87088   | Hoeve |
| Hoeve met restanten van omwalling                                                                                                 | dorpsgezicht     |                       | Kanegem          | Artemeersstraat 2             | 51° 1' 5" NB, 3° 26' 29" OL   | 87089   | Hoeve met restanten van omwalling                                                                                                 |
| Hoeve met losstaande bestanddelen                                                                                                 |                  |                       | Kanegem          | Axpoelmolenstraat 1           | 51° 0' 47" NB, 3° 23' 24" OL  | 87090   | Hoeve met losstaande bestanddelen                                                                                                 |
| Hoevetje met losstaande bestanddelen                                                                                              |                  |                       | Kanegem          | Axpoelmolenstraat 7           | 51° 1' 5" NB, 3° 22' 58" OL   | 87091   | Hoevetje met losstaande bestanddelen                                                                                              |
| Onze-Lieve-Vrouwkapel |                  |                       | Kanegem          | Axpoelmolenstraat             | 51° 1' 7" NB, 3° 22' 51" OL   | 87092   | Onze-Lieve-Vrouwkapel |
| Hoeve bestaande uit losstaande hoevegebouwen                                                                                      |                  |                       | Kanegem          | Axpoelmolenstraat 13          | 51° 1' 8" NB, 3° 22' 48" OL   | 87093   | Hoeve bestaande uit losstaande hoevegebouwen                                                                                      |
| Hoeve Hollenbome |                  |                       | Kanegem          | Axpoelmolenstraat 15          | 51° 1' 9" NB, 3° 22' 42" OL   | 87094   | Hoeve Hollenbome |
| Hoeve bestaande uit losstaande bestanddelen                                                                                       |                  |                       | Kanegem          | Ervestraat 1                  | 51° 1' 1" NB, 3° 21' 58" OL   | 87095   | Hoeve bestaande uit losstaande bestanddelen                                                                                       |
| Lourdesgrot |                  |                       | Kanegem          | Espestraat                    | 51° 0' 47" NB, 3° 23' 60" OL  | 87096   | Lourdesgrot |
| Hoeve bestaande uit losstaande hoevegebouwen                                                                                      |                  |                       | Kanegem          | Haantjesstraat 37             | 51° 0' 40" NB, 3° 25' 9" OL   | 87097   | Hoeve bestaande uit losstaande hoevegebouwen                                                                                      |
| Goet te Olsene, historische hoeve                                                                                                 |                  |                       | Kanegem          | Haantjesstraat 41             | 51° 0' 49" NB, 3° 24' 56" OL  | 87098   | Goet te Olsene, historische hoeve                                                                                                 |
| Goed te Vliederghem Vossebrugghe                                                                                                  |                  |                       | Kanegem          | Haantjesstraat 52             | 51° 0' 53" NB, 3° 25' 4" OL   | 87099   | Goed te Vliederghem Vossebrugghe                                                                                                  |
| Roepsteen |                  |                       | Kanegem          | Kanegem-Dorp                  | 51° 0' 47" NB, 3° 24' 7" OL   | 87100   | Roepsteen |
| Herdenkingszuil Kanegem Bloemendorp                                                                                               |                  |                       | Kanegem          | Kanegem-Dorp                  | 51° 0' 48" NB, 3° 24' 9" OL   | 87101   | Herdenkingszuil Kanegem Bloemendorp                                                                                               |
| Beeld De Flandrien |                  |                       | Kanegem          | Kanegem-Dorp                  | 51° 0' 47" NB, 3° 24' 10" OL  | 87102   | Beeld De Flandrien |
| Zonnewijzer |                  |                       | Kanegem          | Kanegem-Dorp                  | 51° 0' 47" NB, 3° 24' 9" OL   | 87103   | Zonnewijzer |
| Herdenkingsplaat Prijs Arthur Olivier 1997                                                                                        |                  |                       | Kanegem          | Kanegem-Dorp                  | 51° 0' 47" NB, 3° 24' 7" OL   | 87104   | Herdenkingsplaat Prijs Arthur Olivier 1997                                                                                        |
| Sint-Bavokerk, neobarokke parochiekerk                                                                                            | Monument         |                       | Kanegem          | Kanegem-Dorp 1                | 51° 0' 47" NB, 3° 24' 9" OL   | 87105   | Sint-Bavokerk, neobarokke parochiekerk                                                                                            |
| Voormalig gemeentehuis, Het Flandrienhuis                                                                                         |                  |                       | Kanegem          | Kanegem-Dorp 2                | 51° 0' 47" NB, 3° 24' 7" OL   | 87106   | Voormalig gemeentehuis, Het Flandrienhuis                                                                                         |
| Heilige Geestkapel |                  |                       | Kanegem          | Kanegem-Dorp                  | 51° 0' 48" NB, 3° 24' 6" OL   | 87107   | Heilige Geestkapel |
| Neogotische congregatiezaal/ patronagezaal/ parochiezaal                                                                          |                  |                       | Kanegem          | Kanegem-Dorp 4                | 51° 0' 48" NB, 3° 24' 5" OL   | 87108   | Neogotische congregatiezaal/ patronagezaal/ parochiezaal                                                                          |
| Vrijstaande pastorie met tuin |                  |                       | Kanegem          | Kanegem-Dorp 8                | 51° 0' 50" NB, 3° 24' 6" OL   | 87109   | Vrijstaande pastorie met tuin |
| Woonhuis |                  |                       | Kanegem          | Kanegem-Dorp 9                | 51° 0' 45" NB, 3° 24' 10" OL  | 87110   | Woonhuis |
| Herbergen Tivoli en 't Vliegend Peerd                                                                                             |                  |                       | Kanegem          | Kanegem-Dorp 10-12            | 51° 0' 48" NB, 3° 24' 7" OL   | 87111   | Herbergen Tivoli en 't Vliegend Peerd                                                                                             |
| Voormalige smidse en kruidenierswinkel                                                                                            |                  |                       | Kanegem          | Kanegem-Dorp 11               | 51° 0' 45" NB, 3° 24' 11" OL  | 87112   | Voormalige smidse en kruidenierswinkel                                                                                            |
| Eenlagige dorpswoning |                  |                       | Kanegem          | Kanegem-Dorp 13               | 51° 0' 47" NB, 3° 24' 11" OL  | 87113   | Eenlagige dorpswoning |
| Voormalige brouwerswoning met herberg                                                                                             |                  |                       | Kanegem          | Kanegem-Dorp 16-18            | 51° 0' 49" NB, 3° 24' 10" OL  | 87114   | Voormalige brouwerswoning met herberg                                                                                             |
| Zutters ast, cichoreidrogerij gelegen in de tuin achter dorpswoning nr. 20                                                        |                  |                       | Kanegem          | Kanegem-Dorp 20               | 51° 0' 49" NB, 3° 24' 11" OL  | 87115   | Zutters ast, cichoreidrogerij gelegen in de tuin achter dorpswoning nr. 20                                                        |
| Interbellumwoning |                  |                       | Kanegem          | Kanegem-Dorp 23               | 51° 0' 48" NB, 3° 24' 14" OL  | 87116   | Interbellumwoning |
| Vrijstaand interbellumwoonhuis |                  |                       | Kanegem          | Kanegemstraat 106             | 51° 0' 30" NB, 3° 23' 14" OL  | 87117   | Vrijstaand interbellumwoonhuis |
| Hoeve met losstaande bestanddelen                                                                                                 |                  |                       | Kanegem          | Kanegemstraat 137             | 51° 0' 32" NB, 3° 23' 28" OL  | 87118   | Hoeve met losstaande bestanddelen                                                                                                 |
| Hoeve met losstaande gebouwen |                  |                       | Kanegem          | Kanegemstraat 155             | 51° 0' 39" NB, 3° 23' 38" OL  | 87119   | Hoeve met losstaande gebouwen |
| Herdenkingszuil |                  |                       | Kanegem          | Kanegemstraat                 | 51° 0' 40" NB, 3° 23' 44" OL  | 87120   | Herdenkingszuil |
| Kilometerpaal |                  |                       | Kanegem          | Kanegemstraat                 | 51° 0' 41" NB, 3° 23' 44" OL  | 87121   | Kilometerpaal |
| Gesubsidieerde Vrije Basisschool                                                                                                  |                  |                       | Kanegem          | Kanegemstraat 168             | 51° 0' 46" NB, 3° 24' 1" OL   | 87122   | Gesubsidieerde Vrije Basisschool                                                                                                  |
| Samenstel van twee eenlagige woonhuizen                                                                                           |                  |                       | Kanegem          | Kanegemstraat 174-176         | 51° 0' 46" NB, 3° 24' 4" OL   | 87123   | Samenstel van twee eenlagige woonhuizen                                                                                           |
| Huis Braekevelt |                  |                       | Kanegem          | Kanegemstraat 175             | 51° 0' 43" NB, 3° 23' 59" OL  | 87124   | Huis Braekevelt |
| Vrijstaand woonhuis, voormalige schoolmeesterswoning                                                                              |                  |                       | Kanegem          | Kanegemstraat 185             | 51° 0' 43" NB, 3° 24' 2" OL   | 87125   | Vrijstaand woonhuis, voormalige schoolmeesterswoning                                                                              |
| Half vrijstaand breedhuis, restant van de vroegere gemeenteschool                                                                 |                  |                       | Kanegem          | Kanegemstraat 186             | 51° 0' 46" NB, 3° 24' 7" OL   | 87126   | Half vrijstaand breedhuis, restant van de vroegere gemeenteschool                                                                 |
| Vrijstaand woonhuis en melkerij                                                                                                   |                  |                       | Kanegem          | Kanegemstraat 191             | 51° 0' 44" NB, 3° 24' 5" OL   | 87127   | Vrijstaand woonhuis en melkerij                                                                                                   |
| Burgerhuis |                  |                       | Kanegem          | Kanegemstraat 201             | 51° 0' 45" NB, 3° 24' 8" OL   | 87128   | Burgerhuis |
| Hof van Hames of Kasteelhof van Hames of 't Gravekasteel                                                                          |                  |                       | Kanegem          | Kasteelhoevestraat 3          | 51° 1' 21" NB, 3° 24' 23" OL  | 87129   | Hof van Hames of Kasteelhof van Hames of 't Gravekasteel                                                                          |
| Gemeentelijke begraafplaats |                  |                       | Kanegem          | Keizerstraat                  | 51° 0' 51" NB, 3° 24' 4" OL   | 87130   | Gemeentelijke begraafplaats |
| Hoeve bestaande uit voormalige brouwerijgebouwen                                                                                  |                  |                       | Kanegem          | Keizerstraat 12               | 51° 0' 51" NB, 3° 24' 9" OL   | 87131   | Hoeve bestaande uit voormalige brouwerijgebouwen                                                                                  |
| Hoeve bestaande uit losstaande hoevegebouwen                                                                                      |                  |                       | Kanegem          | Keizerstraat 23               | 51° 1' 12" NB, 3° 24' 1" OL   | 87132   | Hoeve bestaande uit losstaande hoevegebouwen                                                                                      |
| Hoeve bestaande uit losstaande hoevegebouwen                                                                                      |                  |                       | Kanegem          | Keizerstraat 25               | 51° 1' 29" NB, 3° 23' 55" OL  | 87133   | Hoeve bestaande uit losstaande hoevegebouwen                                                                                      |
| Hoeve met losstaande bestanddelen                                                                                                 |                  |                       | Kanegem          | Keizerstraat 29               | 51° 1' 32" NB, 3° 23' 54" OL  | 87134   | Hoeve met losstaande bestanddelen                                                                                                 |
| Hoeve bestaande uit losstaande hoevegebouwen                                                                                      |                  |                       | Kanegem          | Keizerstraat 42               | 51° 1' 43" NB, 3° 24' 3" OL   | 87135   | Hoeve bestaande uit losstaande hoevegebouwen                                                                                      |
| Hoeve bestaande uit losstaande bestanddelen                                                                                       |                  |                       | Kanegem          | Kleine Ruiseledestraat 5      | 51° 1' 47" NB, 3° 22' 25" OL  | 87136   | Hoeve bestaande uit losstaande bestanddelen                                                                                       |
| Kleine hoeve met omhaagd voortuintje                                                                                              |                  |                       | Kanegem          | Kleine Ruiseledestraat 9      | 51° 1' 48" NB, 3° 22' 31" OL  | 87137   | Kleine hoeve met omhaagd voortuintje                                                                                              |
| Oosthoekkapel, gelegen langs afgesloten kerkwegel tussen hoeves nr. 1 en 2                                                        |                  |                       | Kanegem          | Meersstraat                   | 51° 1' 49" NB, 3° 24' 26" OL  | 87138   | Oosthoekkapel, gelegen langs afgesloten kerkwegel tussen hoeves nr. 1 en 2                                                        |
| Hoeve bestaande uit losstaande bestanddelen                                                                                       |                  |                       | Kanegem          | Meersstraat 2                 | 51° 1' 51" NB, 3° 24' 25" OL  | 87139   | Hoeve bestaande uit losstaande bestanddelen                                                                                       |
| Mevrouwmolen of Vrouwenmolen, met bijhorend molenaarshuis en bijgebouwen                                                          | Monument         |                       | Kanegem          | Mevrouwmolenstraat 2          | 51° 1' 15" NB, 3° 24' 54" OL  | 87140   | Mevrouwmolen of Vrouwenmolen, met bijhorend molenaarshuis en bijgebouwen                                                          |
| Eenlaagsbebouwing |                  |                       | Kanegem          | Mevrouwmolenstraat 14         | 51° 1' 38" NB, 3° 24' 46" OL  | 87141   | Eenlaagsbebouwing |
| Hoeve, gelegen in bocht van de weg                                                                                                | dorpsgezicht     |                       | Kanegem          | Mooremandestraat 2            | 51° 1' 32" NB, 3° 25' 43" OL  | 87142   | Hoeve, gelegen in bocht van de weg                                                                                                |
| Leegstaande hoeve |                  |                       | Kanegem          | Nagelstraat 25                | 51° 1' 16" NB, 3° 23' 35" OL  | 87143   | Leegstaande hoeve |
| Onze-Lieve-Vrouwkapel, geflankeerd door een geknotte es                                                                           |                  |                       | Kanegem          | Nagelstraat                   | 51° 1' 2" NB, 3° 23' 31" OL   | 87144   | Onze-Lieve-Vrouwkapel, geflankeerd door een geknotte es                                                                           |
| Hoeve Moeninckhof, historische hoeve met losstaande bestanddelen (gesloopt)                                                       |                  |                       | Kanegem          | Nagelstraat 26                | 51° 1' 4" NB, 3° 23' 33" OL   | 87145   | Hoeve Moeninckhof, historische hoeve met losstaande bestanddelen (gesloopt)                                                       |
| Kapel Onze-Lieve-Vrouw van Salette                                                                                                |                  |                       | Kanegem          | Nagelstraat                   | 51° 1' 26" NB, 3° 23' 24" OL  | 87146   | Kapel Onze-Lieve-Vrouw van Salette                                                                                                |
| Vrijstaande arbeiderswoning met atelier                                                                                           |                  |                       | Kanegem          | Nagelstraat 40                | 51° 1' 6" NB, 3° 23' 37" OL   | 87147   | Vrijstaande arbeiderswoning met atelier                                                                                           |
| Historische hoeve |                  |                       | Kanegem          | Nagelstraat 54                | 51° 1' 25" NB, 3° 23' 9" OL   | 87148   | Historische hoeve |
| Eenlaagse hoeve |                  |                       | Kanegem          | Ondankstraat 10               | 51° 0' 44" NB, 3° 22' 24" OL  | 87149   | Eenlaagse hoeve |
| Kasseiweg Kanegem-Aarsele | Monument         |                       | Kanegem          | Neringenstraat                | 51° 0' 29" NB, 3° 24' 30" OL  | 87150   | Kasseiweg Kanegem-Aarsele |
| Eenlagige dorpswoning |                  |                       | Kanegem          | Neringenstraat 2              | 51° 0' 47" NB, 3° 24' 12" OL  | 87151   | Eenlagige dorpswoning |
| Burgerhuis |                  |                       | Kanegem          | Neringenstraat 22             | 51° 0' 43" NB, 3° 24' 14" OL  | 87152   | Burgerhuis |
| Heilig Hartkapel |                  |                       | Kanegem          | Neringenstraat                | 51° 0' 43" NB, 3° 24' 16" OL  | 87153   | Heilig Hartkapel |
| Hoeve Groot Goet ten Broucken, ook Kerkegoet genoemd                                                                              | Monument         |                       | Kanegem          | Neringenstraat 39             | 51° 0' 38" NB, 3° 24' 42" OL  | 87154   | Hoeve Groot Goet ten Broucken, ook Kerkegoet genoemd                                                                              |
| 't Merelhof, gerenoveerde hoeve met losstaande hoevegebouwen                                                                      |                  |                       | Kanegem          | Ondankstraat 4                | 51° 0' 52" NB, 3° 22' 17" OL  | 87155   | 't Merelhof, gerenoveerde hoeve met losstaande hoevegebouwen                                                                      |
| Heilig Hartkapel of kapel Van Maele                                                                                               |                  |                       | Kanegem          | Ondankstraat                  | 51° 0' 41" NB, 3° 22' 23" OL  | 87156   | Heilig Hartkapel of kapel Van Maele                                                                                               |
| Burgerwoning met bijgebouw |                  |                       | Kanegem          | Oosthoekstraat 1              | 51° 0' 51" NB, 3° 24' 14" OL  | 87157   | Burgerwoning met bijgebouw |
| Samenstel van voormalige boerenarbeiderswoningen                                                                                  |                  |                       | Kanegem          | Oosthoekstraat 12-14          | 51° 0' 56" NB, 3° 24' 34" OL  | 87158   | Samenstel van voormalige boerenarbeiderswoningen                                                                                  |
| Molenaarshoeve, voormalige molensite van Billiets molen of Plaetse Molen                                                          |                  |                       | Kanegem          | Oosthoekstraat 19             | 51° 0' 53" NB, 3° 24' 23" OL  | 87159   | Molenaarshoeve, voormalige molensite van Billiets molen of Plaetse Molen                                                          |
| Huizenrij van drie arbeiderswoningen                                                                                              |                  |                       | Kanegem          | Oosthoekstraat 23-27          | 51° 0' 56" NB, 3° 24' 25" OL  | 87160   | Huizenrij van drie arbeiderswoningen                                                                                              |
| Heilig Hartkapel of kapel Haantjeshoek                                                                                            |                  |                       | Kanegem          | Oosthoekstraat                | 51° 1' 2" NB, 3° 24' 46" OL   | 87161   | Heilig Hartkapel of kapel Haantjeshoek                                                                                            |
| Voormalige herberg en smidse, gelegen aan noordzijde van het kruispunt met de Haantjesstraat                                      |                  |                       | Kanegem          | Oosthoekstraat 29             | 51° 1' 4" NB, 3° 24' 46" OL   | 87162   | Voormalige herberg en smidse, gelegen aan noordzijde van het kruispunt met de Haantjesstraat                                      |
| Kapel Onze-Lieve-Vrouw van Lourdes of Demarés kapelleke                                                                           |                  |                       | Kanegem          | Oosthoekstraat                | 51° 1' 6" NB, 3° 25' 16" OL   | 87163   | Kapel Onze-Lieve-Vrouw van Lourdes of Demarés kapelleke                                                                           |
| Hoeve | dorpsgezicht     |                       | Kanegem          | Oosthoekstraat 40             | 51° 1' 5" NB, 3° 25' 51" OL   | 87164   | Hoeve |
| Historische hoeve Hollewalle | dorpsgezicht     |                       | Kanegem          | Oosthoekstraat 42             | 51° 1' 11" NB, 3° 26' 6" OL   | 87165   | Historische hoeve Hollewalle |
| Sierenskapel of Mietje Dewulfs kapelleke                                                                                          | dorpsgzicht      |                       | Kanegem          | Oosthoekstraat                | 51° 1' 12" NB, 3° 25' 59" OL  | 87166   | Sierenskapel of Mietje Dewulfs kapelleke                                                                                          |
| Kleine hoeve, gelegen aan oostzijde van de straat                                                                                 |                  |                       | Kanegem          | Ruifelstraat 3                | 51° 0' 34" NB, 3° 23' 8" OL   | 87167   | Kleine hoeve, gelegen aan oostzijde van de straat                                                                                 |
| Hoeve Klein Viggezele of Cleen Goet te Vigghesele                                                                                 |                  |                       | Kanegem          | Ruiseleedsesteenweg 107       | 51° 1' 16" NB, 3° 22' 30" OL  | 87168   | Hoeve Klein Viggezele of Cleen Goet te Vigghesele                                                                                 |
| Dorpswoning |                  |                       | Kanegem          | Sint-Bavostraat 1             | 51° 0' 47" NB, 3° 24' 5" OL   | 87169   | Dorpswoning |
| Voormalige onderpastorie |                  |                       | Kanegem          | Sint-Bavostraat 2             | 51° 0' 49" NB, 3° 24' 5" OL   | 87170   | Voormalige onderpastorie |
| Dorpswoning |                  |                       | Kanegem          | Sint-Bavostraat 3             | 51° 0' 47" NB, 3° 24' 5" OL   | 87171   | Dorpswoning |
| Woonhuis |                  |                       | Kanegem          | Sint-Bavostraat 4             | 51° 0' 48" NB, 3° 24' 4" OL   | 87172   | Woonhuis |
| Heilige Antoniuskapel |                  |                       | Kanegem          | Sint-Bavostraat               | 51° 0' 48" NB, 3° 24' 3" OL   | 87173   | Heilige Antoniuskapel |
| Dorpswoning |                  |                       | Kanegem          | Sint-Bavostraat 13            | 51° 0' 48" NB, 3° 23' 59" OL  | 87174   | Dorpswoning |
| Interbellumwoonhuis |                  |                       | Kanegem          | Sint-Bavostraat 22            | 51° 0' 49" NB, 3° 23' 57" OL  | 87175   | Interbellumwoonhuis |
| Breedhuis |                  |                       | Kanegem          | Sint-Bavostraat 24            | 51° 0' 49" NB, 3° 23' 57" OL  | 87176   | Breedhuis |
| Historische hoeve |                  |                       | Kanegem          | Smokkelstraat 1               | 51° 1' 34" NB, 3° 24' 7" OL   | 87177   | Historische hoeve |
| Hoeve Strichtensgoed, Goet ter Stricht, Goet de Castillo of 't Hof van Caneghem                                                   | Monument         |                       | Kanegem          | Strichtensgoedstraat 1        | 51° 1' 39" NB, 3° 25' 26" OL  | 87178   | Hoeve Strichtensgoed, Goet ter Stricht, Goet de Castillo of 't Hof van Caneghem                                                   |
| Onze-Lieve-Vrouwkapel |                  |                       | Kanegem          | Tieltvoetweg                  | 51° 0' 45" NB, 3° 23' 43" OL  | 87179   | Onze-Lieve-Vrouwkapel |
| Hoeve Groot Viggezele, Groot Goet te Vigghesele of 't Hof te Vigghezeele                                                          | Monument         |                       | Kanegem          | Viggezelestraat 2             | 51° 1' 38" NB, 3° 22' 13" OL  | 87180   | Hoeve Groot Viggezele, Groot Goet te Vigghesele of 't Hof te Vigghezeele                                                          |
| Historische hoeve Goet te Keuckelaere of 't Cleen Goet van Sint Baefs                                                             | dorpsgzicht      |                       | Kanegem          | Vinktse Binnenweg 7           | 51° 0' 56" NB, 3° 26' 26" OL  | 87181   | Historische hoeve Goet te Keuckelaere of 't Cleen Goet van Sint Baefs                                                             |
| Interbellumwoning |                  |                       | Schuiferskapelle | Biermanstraat 4               | 51° 1' 59" NB, 3° 20' 5" OL   | 87182   | Interbellumwoning |
| Interbellumwoning in voortuintje afgescheiden door muurtje                                                                        |                  |                       | Schuiferskapelle | Biermanstraat 10              | 51° 1' 60" NB, 3° 20' 7" OL   | 87183   | Interbellumwoning in voortuintje afgescheiden door muurtje                                                                        |
| Resterende twee traveeën van eenheidsbebouwing                                                                                    |                  |                       | Schuiferskapelle | Biermanstraat 21              | 51° 1' 60" NB, 3° 20' 11" OL  | 87184   | Resterende twee traveeën van eenheidsbebouwing                                                                                    |
| Dorpswoning |                  |                       | Schuiferskapelle | Biermanstraat 41              | 51° 2' 1" NB, 3° 20' 18" OL   | 87185   | Dorpswoning |
| Vrijstaande interbellumvilla in omhaagde tuin                                                                                     |                  |                       | Schuiferskapelle | Biermanstraat 63              | 51° 2' 11" NB, 3° 20' 48" OL  | 87186   | Vrijstaande interbellumvilla in omhaagde tuin                                                                                     |
| Hoeve bestaande uit losstaande gebouwen                                                                                           |                  |                       | Schuiferskapelle | Biermanstraat 65              | 51° 2' 11" NB, 3° 20' 52" OL  | 87187   | Hoeve bestaande uit losstaande gebouwen                                                                                           |
| Braekeveldskapelletje, Clerckskapel of Onze-Lieve-Vrouw van Salettekapel                                                          |                  |                       | Schuiferskapelle | Biermanstraat                 | 51° 2' 13" NB, 3° 20' 55" OL  | 87188   | Braekeveldskapelletje, Clerckskapel of Onze-Lieve-Vrouw van Salettekapel                                                          |
| Veldkapelletje of Kapelletje van de Boerinnenbond, toegewijd aan Onze-Lieve-Vrouw                                                 |                  |                       | Schuiferskapelle | Bilkbosstraat                 | 51° 2' 23" NB, 3° 19' 12" OL  | 87189   | Veldkapelletje of Kapelletje van de Boerinnenbond, toegewijd aan Onze-Lieve-Vrouw                                                 |
| Kapel Onze-Lieve-Vrouw ter Wereld                                                                                                 |                  |                       | Schuiferskapelle | B.A. Guilbertlaan             | 51° 2' 2" NB, 3° 19' 47" OL   | 87190   | Kapel Onze-Lieve-Vrouw ter Wereld                                                                                                 |
| Hoeve, bestaande uit losstaande hoevegebouwen                                                                                     |                  |                       | Schuiferskapelle | B.A. Guilbertlaan 22          | 51° 1' 50" NB, 3° 18' 45" OL  | 87191   | Hoeve, bestaande uit losstaande hoevegebouwen                                                                                     |
| Interbellumvilla |                  |                       | Schuiferskapelle | Dosseweg 5                    | 51° 1' 43" NB, 3° 19' 57" OL  | 87192   | Interbellumvilla |
| Hoeve bestaande uit losstaande hoevegebouwen                                                                                      |                  |                       | Schuiferskapelle | Dosseweg 15                   | 51° 1' 44" NB, 3° 19' 28" OL  | 87193   | Hoeve bestaande uit losstaande hoevegebouwen                                                                                      |
| Interbellumwoning |                  |                       | Schuiferskapelle | Dosseweg 20                   | 51° 1' 38" NB, 3° 19' 52" OL  | 87194   | Interbellumwoning |
| Kleine hoeve |                  |                       | Schuiferskapelle | Dosseweg 24                   | 51° 1' 35" NB, 3° 19' 56" OL  | 87195   | Kleine hoeve |
| Onze-Lieve-Vrouwkapel |                  |                       | Schuiferskapelle | Galgenstraat                  | 51° 2' 25" NB, 3° 20' 50" OL  | 87196   | Onze-Lieve-Vrouwkapel |
| Hoeve, bestaande uit losstaande hoevegebouwen                                                                                     |                  |                       | Schuiferskapelle | Galgestraat 1                 | 51° 2' 26" NB, 3° 20' 49" OL  | 87197   | Hoeve, bestaande uit losstaande hoevegebouwen                                                                                     |
| Hoeve, bestaande uit losstaande hoevegebouwen                                                                                     |                  |                       | Schuiferskapelle | Galgestraat 7                 | 51° 2' 53" NB, 3° 20' 46" OL  | 87198   | Hoeve, bestaande uit losstaande hoevegebouwen                                                                                     |
| Dorpswoning |                  |                       | Schuiferskapelle | Henri D'Hontstraat 12         | 51° 1' 56" NB, 3° 20' 7" OL   | 87199   | Dorpswoning |
| Dorpswoning, thans onderverdeeld in twee wooneenheden                                                                             |                  |                       | Schuiferskapelle | Henri D'Hontstraat 14         | 51° 1' 56" NB, 3° 20' 6" OL   | 87200   | Dorpswoning, thans onderverdeeld in twee wooneenheden                                                                             |
| Samenstel van twee neoclassicistische burgerwoningen                                                                              |                  |                       | Schuiferskapelle | Henri D'Hontstraat 16-18      | 51° 1' 55" NB, 3° 20' 7" OL   | 87201   | Samenstel van twee neoclassicistische burgerwoningen                                                                              |
| Voormalige onderpastorie |                  |                       | Schuiferskapelle | Henri D'Hontstraat 21         | 51° 1' 54" NB, 3° 20' 4" OL   | 87202   | Voormalige onderpastorie |
| Dorpswoning |                  |                       | Schuiferskapelle | Henri D'Hontstraat 33         | 51° 1' 52" NB, 3° 20' 6" OL   | 87203   | Dorpswoning |
| Interbellumwoning |                  |                       | Schuiferskapelle | Henri D'Hontstraat 43         | 51° 1' 48" NB, 3° 20' 7" OL   | 87204   | Interbellumwoning |
| Hoeve met losstaande bestanddelen                                                                                                 |                  |                       | Schuiferskapelle | Henri D'Hontstraat 55         | 51° 1' 41" NB, 3° 20' 13" OL  | 87205   | Hoeve met losstaande bestanddelen                                                                                                 |
| Kilometerpaal |                  |                       | Schuiferskapelle | Henri D'Hontstraat            | 51° 1' 40" NB, 3° 20' 15" OL  | 87206   | Kilometerpaal |
| Hoeve bestaande uit losse bestanddelen                                                                                            |                  |                       | Schuiferskapelle | Hulswallestraat 4             | 51° 1' 51" NB, 3° 19' 18" OL  | 87207   | Hoeve bestaande uit losse bestanddelen                                                                                            |
| Lourdesgrot |                  |                       | Schuiferskapelle | Jan Vinckestraat              | 51° 2' 0" NB, 3° 19' 57" OL   | 87208   | Lourdesgrot |
| Neoclassicistische burgerwoning in tuin                                                                                           |                  |                       | Schuiferskapelle | Kapelleweg 5                  | 51° 2' 6" NB, 3° 19' 51" OL   | 87209   | Neoclassicistische burgerwoning in tuin                                                                                           |
| Gemeentelijke begraafplaats |                  |                       | Schuiferskapelle | Kapelleweg                    | 51° 2' 9" NB, 3° 19' 53" OL   | 87210   | Gemeentelijke begraafplaats |
| Kleine hoeve bestaande uit losstaande volumes                                                                                     |                  |                       | Schuiferskapelle | Kapelleweg 15                 | 51° 2' 18" NB, 3° 19' 45" OL  | 87211   | Kleine hoeve bestaande uit losstaande volumes                                                                                     |
| Gerenoveerde hoeve, bestaande uit losstaande hoevegebouwen                                                                        |                  |                       | Schuiferskapelle | Kapelleweg 17                 | 51° 2' 20" NB, 3° 19' 52" OL  | 87212   | Gerenoveerde hoeve, bestaande uit losstaande hoevegebouwen                                                                        |
| Samenstel van twee landarbeiderswoningen met achtergelegen stalletje                                                              |                  |                       | Schuiferskapelle | Kapelleweg 19, 20             | 51° 2' 41" NB, 3° 20' 5" OL   | 87213   | Samenstel van twee landarbeiderswoningen met achtergelegen stalletje                                                              |
| Historische hoeve, bestaande uit losstaande bestanddelen                                                                          |                  |                       | Schuiferskapelle | Kapelleweg 25                 | 51° 2' 50" NB, 3° 20' 10" OL  | 87214   | Historische hoeve, bestaande uit losstaande bestanddelen                                                                          |
| Hoeve, bestaande uit losstaande parallelle hoevegebouwen                                                                          |                  |                       | Schuiferskapelle | Kapelleweg 26                 | 51° 2' 51" NB, 3° 20' 9" OL   | 87215   | Hoeve, bestaande uit losstaande parallelle hoevegebouwen                                                                          |
| Onze-Lieve-Vrouwkapel of Brabanders kapel                                                                                         |                  |                       | Schuiferskapelle | Klokkestraat                  | 51° 1' 51" NB, 3° 20' 3" OL   | 87216   | Onze-Lieve-Vrouwkapel of Brabanders kapel                                                                                         |
| Voormalige maalderij en cichorei-ast                                                                                              |                  |                       | Schuiferskapelle | Klokkestraat 11               | 51° 1' 51" NB, 3° 20' 0" OL   | 87217   | Voormalige maalderij en cichorei-ast                                                                                              |
| Wegkruis |                  |                       | Schuiferskapelle | Maaistraat                    | 51° 2' 15" NB, 3° 18' 36" OL  | 87218   | Upload foto |
| Dorpswoning |                  |                       | Schuiferskapelle | Schuiferskapelle-Dorp 2       | 51° 1' 58" NB, 3° 20' 3" OL   | 87219   | Dorpswoning |
| Onze-Lieve-Vrouw Geboortekerk |                  |                       | Schuiferskapelle | Schuiferskapelle-Dorp         | 51° 1' 58" NB, 3° 20' 1" OL   | 87220   | Onze-Lieve-Vrouw Geboortekerk |
| Steenovenhoeve, bestaande uit losstaande hoevebestanddelen                                                                        |                  |                       | Schuiferskapelle | Uitweg 12                     | 51° 1' 45" NB, 3° 19' 48" OL  | 87221   | Steenovenhoeve, bestaande uit losstaande hoevebestanddelen                                                                        |
| Wegkruis |                  |                       | Schuiferskapelle | Veldstraat                    | 51° 1' 47" NB, 3° 20' 37" OL  | 87222   | Wegkruis |
| Hoeve, bestaande uit losstaande 19de-eeuwse hoevegebouwen                                                                         |                  |                       | Schuiferskapelle | Veldstraat 16                 | 51° 1' 58" NB, 3° 20' 33" OL  | 87223   | Hoeve, bestaande uit losstaande 19de-eeuwse hoevegebouwen                                                                         |
| Kapellemolen of Bals Molen, met bijhorende molenaarshoeve                                                                         |                  |                       | Schuiferskapelle | Waalbosstraat 3               | 51° 2' 9" NB, 3° 20' 22" OL   | 87224   | Kapellemolen of Bals Molen, met bijhorende molenaarshoeve                                                                         |
| Kapel Onze-Lieve-Vrouw van Lourdes of Bals kapelletje                                                                             |                  |                       | Schuiferskapelle | Waalbosstraat                 | 51° 2' 8" NB, 3° 20' 20" OL   | 87225   | Upload foto |
| Hoeve, bestaande uit losstaande hoevegebouwen                                                                                     |                  |                       | Schuiferskapelle | Waalbosstraat 7               | 51° 2' 17" NB, 3° 20' 10" OL  | 87226   | Hoeve, bestaande uit losstaande hoevegebouwen                                                                                     |
| Kapel Onze-Lieve-Vrouw van Lourdes                                                                                                |                  |                       | Schuiferskapelle | Waalbosstraat                 | 51° 2' 53" NB, 3° 19' 29" OL  | 87227   | Kapel Onze-Lieve-Vrouw van Lourdes                                                                                                |
| Hooithof, historische hoeve |                  |                       | Schuiferskapelle | Wingensesteenweg 107          | 51° 1' 44" NB, 3° 18' 18" OL  | 87228   | Hooithof, historische hoeve |